# Луиза (королева Пруссии)
Луи́за Авгу́ста Вильгельми́на Ама́лия Мекленбу́ргская (нем. Luise Auguste Wilhelmine Amalie zu Mecklenburg; 10 марта 1776, Ганновер — 19 июля 1810, замок Хоэнцириц) — принцесса Мекленбург-Стрелицкая, супруга Фридриха Вильгельма III и королева-консорт Пруссии.
В описаниях современников королева Луиза предстаёт красавицей с непринуждёнными манерами общения, скорее подобавшими представителям третьего сословия, нежели чопорной аристократии. Жизнь Луизы оказалась неразрывно связанной с борьбой Пруссии против Наполеона. Безвременно ушедшая из жизни королева осталась в памяти следующих поколений молодой и красивой. Ещё при жизни королева Луиза стала объектом почти культового почитания, ещё больше распространившегося после её кончины. Королева Луиза стала символом нового подъёма Пруссии и становления Германской империи. Её значение в истории Германии превзошло то влияние, которым она фактически обладала в статусе королевы Пруссии.

## Родительский дом, детство и юность

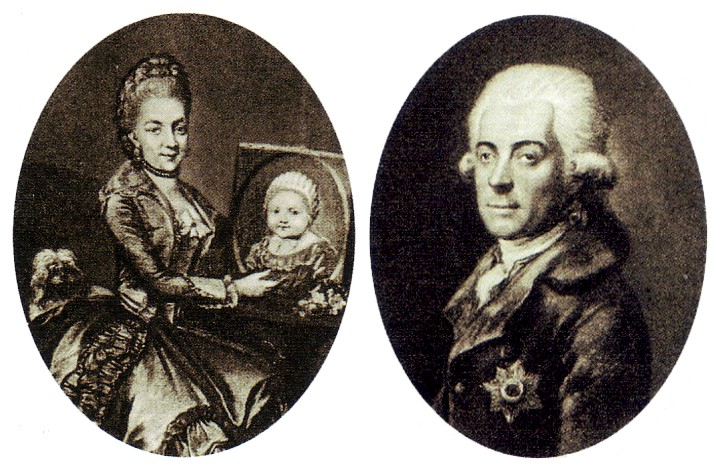
Родители Луизы: Карл II Мекленбург-Стрелицкий и Фридерика Гессен-Дармштадтская

Предки Луизы были знатными людьми, целенаправленно заключавшими браки среди равных себе, не ограничиваясь пределами малых германских государств. Её отец Карл II — принц из дома герцогов Мекленбург-Стрелицких. После учёбы в Женеве и нескольких поездок за границу он принял представительскую и хорошо оплачиваемую должность губернатора курфюршества Ганновер на службе у своего зятя, короля Великобритании Георга III, который, хотя и родился в Великобритании, но происходил из Ганноверского дома и правил Ганновером из Лондона.
В 1768 году в Ганновере Карл женился на 16-летней принцессе Фридерике Гессен-Дармштадтской. Пятеро из их десяти детей умерли в детстве, сама Фридерика умерла в 29 лет через два дня после родов. Её дочери Луизе, принцессе Мекленбург-Стрелицкой, было в то время только шесть лет. Вдовец женился на младшей сестре первой жены Шарлотте, и тётка Луизы стала ей мачехой, однако и она умерла спустя 15 месяцев при родах сына Карла.

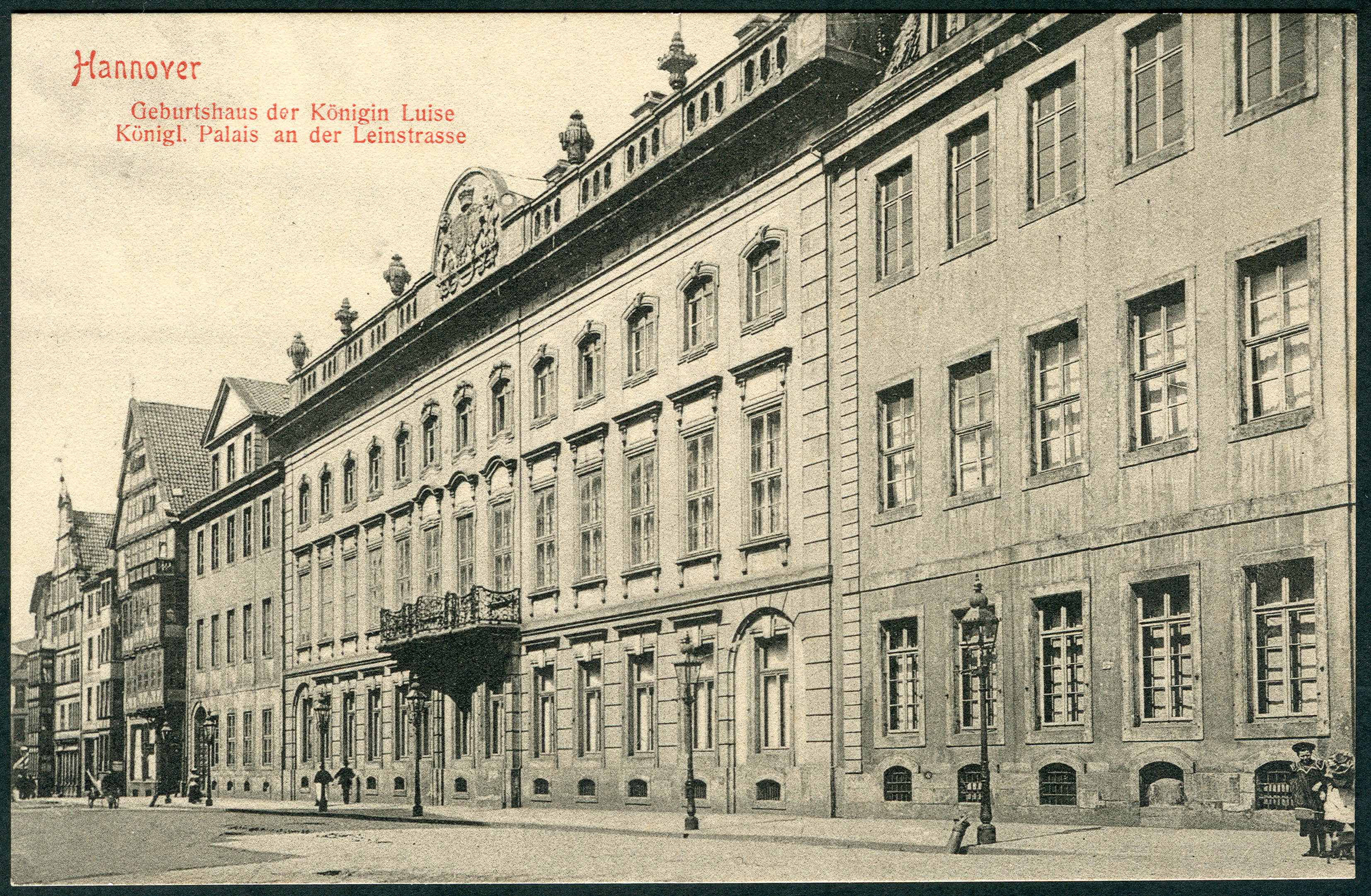
Старый дворец (Ганновер) в Ганновере, где родилась Луиза Мекленбург-Стрелицкая

Спустя некоторое время детей герцога разделили. Оба сына, Георг и Карл, остались с отцом в Ганновере. Шарлотта, старшая из четырёх сестёр, в 1785 году вышла замуж за правителя маленького герцогства Саксен-Гильдбурггаузен. Воспитание сестёр Терезы, Луизы и Фридерики в 1786 году было доверено их бабушке Марии Луизе Альбертине, проживавшей в Дармштадте. Бабушка Луизы слыла умной пожилой дамой, позволявшей некоторые вольности своим внучкам в Старом дворце небольшого городка-резиденции Дармштадта.
Луиза в подростковом возрасте отличалась детской непосредственностью и игривостью. К конфирмации трёх сестёр готовил пастор Дармштадта. О неизбежном обучении французскому языку и придворному этикету заботилась мадемуазель Саломея де Жельё, когда-то руководившая в прусском Невшателе пансионом для девочек, а в Англии работавшая гувернанткой в аристократических семьях. Кроме того, принцессы обучались английскому языку, истории, немецкому языку, рисунку, живописи и игре на фортепиано.
Луиза не отличалась особым прилежанием в учёбе. Письма Луизы на французском языке всегда пестрели ошибками, и лишь гораздо позднее, в Берлине, она решила ликвидировать наиболее крупные пробелы в образовании. Принцесса Луиза изучала историю и философию и просила своих подруг Марию фон Клейст и Каролину фон Берг помочь ей с подбором литературы для чтения. В Большом Тиргартене на вилле госпожи фон Берг (1760—1826), придворной дамы, наставницы и доверенного лица, собирался литературный салон. Придворная дама фон Берг состояла в переписке с Гёте, Гердером, Жаном Полем и имперским бароном Штейном. От неё Луиза получала рекомендации по современной литературе, у неё она просила книги, «которые, как вы считаете, мне понравятся и принесут мне самую большую пользу». Письмо, адресованное Марии фон Клейст, кузине поэта Генриха фон Клейста, проясняет её литературные предпочтения: «Упаси меня бог от того, чтобы заботиться о моём духе и забыть о моём сердце», Луиза скорее «выбросит все книги в Хафель», чем поставит разум выше чувств.

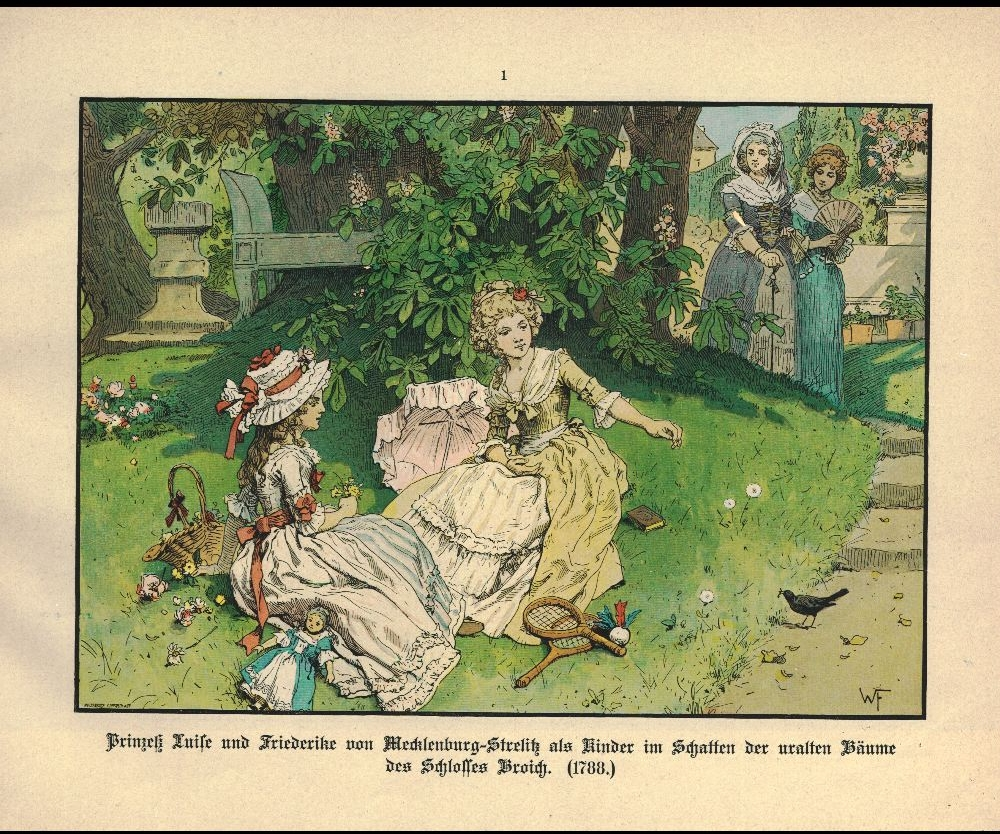
Принцесса Луиза и её сестра Фридерика в замке Бройх

Жизнь принцесс в Дармштадте чередовалась с частыми визитами к многочисленной родне из гессенской и мекленбургской знати, поездками в Страсбург и Нидерланды. Нередко принцессы бывали во Франкфурте-на-Майне, где с 1787 года проживала старшая из сестёр Тереза, состоявшая в браке с тогда не особо знатным, но очень богатым будущим князем Карлом Александром Турн-и-Таксисом. Не раз 14-летняя Луиза и её младшая сестра Фридерика бывали в гостях у госпожи советницы Катарины Элизабет Гёте, матери знаменитого поэта. Спустя годы госпожа советница так вспоминала об этой встрече в письме сыну в Веймар: «Встреча с принцессой Мекленбургской меня несказанно порадовала — они были абсолютно свободны от жёсткого этикета, танцевали, пели и скакали целый день…». В 1792 году сёстры присутствовали во Франкфурте на торжествах по случаю коронации Франца II, последнего императора Священной Римской империи, ставшего в 1804 году первым императором Австрии. Луиза открывала праздничный бал в посольстве Австрии вместе с молодым имперским графом Клеменсом Меттернихом, впоследствии прославленным дипломатом и государственным деятелем.
В начале марта 1793 года обе сестры, которым соответственно исполнилось 17 и 15 лет, были представлены королю Пруссии Фридриху Вильгельму II, который так отозвался об этой встрече: «Как увидел я двух ангелочков в первый раз, то было у входа в комедию, так сразили они меня своей красотой настолько, что был просто вне себя, когда бабушка представила мне их. Я очень желаю, чтобы их увидели мои сыновья и влюбились в них […] Я сделаю всё возможное, чтобы они виделись почаще и хорошо познакомились. […] Они дали своё согласие, и скоро состоится сговор, предположительно в Мангейме. Старший женится на старшей, а младший — на младшей». Впервые Луиза встретилась со «старшим», 22-летним кронпринцем Фридрихом Вильгельмом 14 марта 1793 года, 19 марта он сделал ей предложение, и 24 апреля в Дармштадте состоялась официальная помолвка. По брачному договору Луизе причиталась определённая сумма «в собственное распоряжение», которая значительно возрастёт в случае рождения сына; за дочь дополнительного вознаграждения не предусматривалось. Между тем принц Луи, «младший», обручился с сестрой Луизы Фридерикой, хотя и вопреки своей воле и только по соображениям государственной необходимости, поскольку он был уже влюблён в другую девушку, ниже его по положению. Двойная свадьба была согласована на Рождество 1793 года.

### Первые годы брака

#### Кронпринцесса

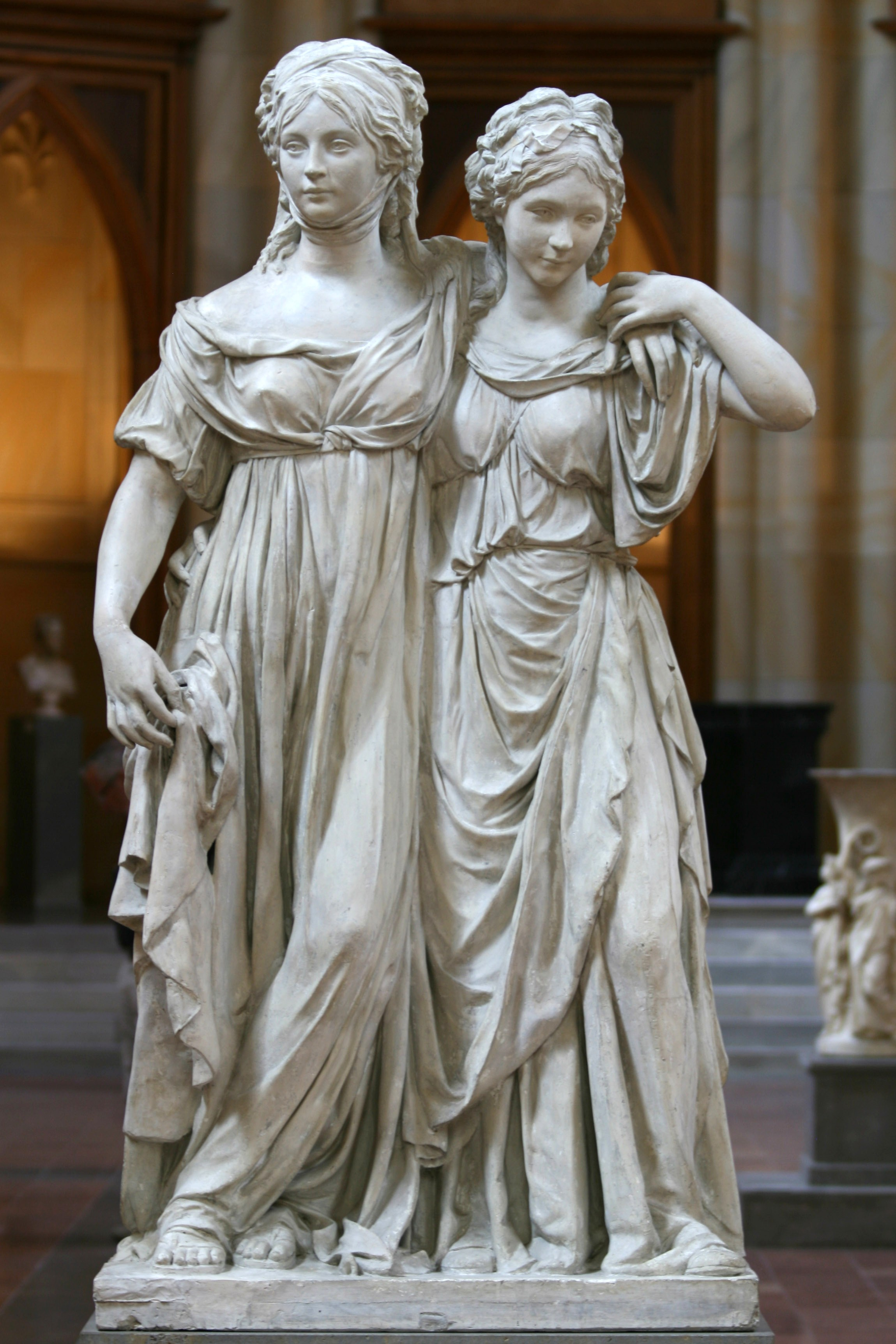
Скульптурная группа «Принцессы»

22 декабря сёстры прибыли в празднично украшенный Берлин. В знак приветствия маленькая девочка в белом платье прочитала принцессам стихотворение, восторженная Луиза подняла ребёнка на руки и поцеловала. Последовавшее за этим замечание о том, что такое поведение не подобает принцессе, вызвало у Луизы явное непонимание. Этот случай, многократно пересказанный, положил начало той исключительной популярности, которой Луиза пользовалась у берлинцев. 24 декабря 1793 года в белом зале берлинского Городского дворца в соответствии со старинной придворной церемонией состоялось бракосочетание Луизы и кронпринца. По свидетельству очевидцев жених, обычно стеснительный интроверт, в этот день веселился без устали. Спустя два дня поженились Фридерика и принц Луи. Молодожёны поселились в двух соседних зданиях на Унтер-ден-Линден: Дворце кронпринцев и Дворце кронпринцесс. Здесь появилась известная скульптурная группа «Принцессы», выполненная Готфридом Шадовом по заказу короля Фридриха Вильгельма II. Во Дворце кронпринцев скульптору отвели помещение под временную мастерскую, он часто виделся с принцессами, и ему было даже позволено снять мерки «с натуры». Кронпринц Фридрих Вильгельм, супруг Луизы, остался недоволен натуралистичным образом, достаточно подчёркивавшим фигуру Луизы, несмотря на обильную драпировку. К тому же рано овдовевшая Фридерика из-за своего скандального поведения вскоре стала нежелательным лицом при дворе. Став королём, Фридрих Вильгельм позаботился о том, чтобы скульптура на десятилетия исчезла из глаз публики.
Жизнь при прусском дворе вынуждала Луизу приспосабливаться к незнакомым людям, правилам и обязанностям. Её необузданная природа часто этому сопротивлялась. Старшей придворной дамой к принцессе Луизе была приставлена опытная 64-летняя графиня София Мария фон Фос, прослужившая несколько десятилетий при королевском дворе. После нескольких конфликтов, произошедших поначалу из-за строгого профессионального подхода придворной дамы и склонности Луизы к оригинальности в поведении, фон Фос стала для кронпринцессы, а позднее королевы, незаменимой наставницей в вопросах придворного этикета и до последнего оставалась для неё доверенным лицом, советчицей и подругой.

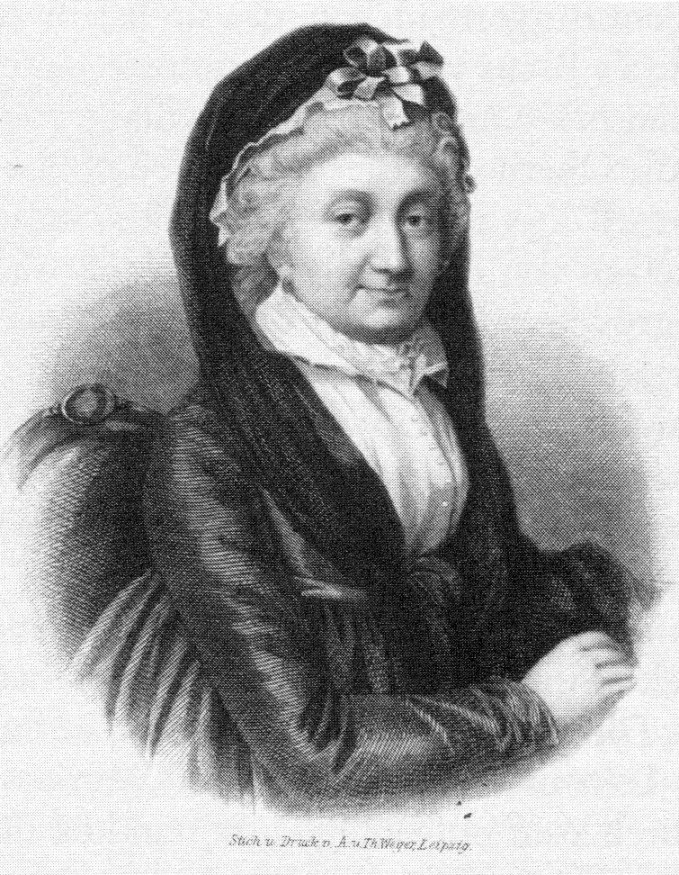
Графиня София Мария фон Фос

Привыкнуть к новым условиям Луизе помогал и Фридрих Вильгельм, который в частной жизни избегал любого рода напускного официоза. Супруги разговаривали просто, что было необычно для людей этого круга. Они общались друг с другом на «ты», называли друг друга «мой муж» и «моя жена». Им нравились прогулки без свиты по Унтер-ден-Линден, народные гулянья, например, берлинская рождественская ярмарка или Штралауский улов, появление Фридриха Вильгельма и Луизы с одобрением воспринималось местным населением. Приверженность простоте обусловила и их выбор места проживания в Берлине в Городском дворце, а не во Дворце кронпринцев. Лето Фридрих Вильгельм и Луиза проводили преимущественно в загородном поместье Парец близ Потсдама. Скромный дворец в глуши, прозванный современниками «дворец Сельская тишь», позволял Фридриху Вильгельму отдохнуть от государственных дел и обеспечивал Луизе свежий воздух и покой, которые она так ценила во время своих многочисленных беременностей.
Луиза в роли матери оправдала все ожидания. За чуть менее 17 лет супружеской жизни она произвела на свет десять детей, семь из которых достигли зрелого возраста, что для уровня развития медицины и гигиены того времени было исключительно высоким показателем. Дети всегда росли с матерью. Несмотря на то, что их образованием по большей части занимались нанятые воспитатели, и отношение короля к своим детям временами расценивалось как достаточно отстранённое, образ многодетной счастливой семьи послужил образцом для формировавшегося буржуазного общества XIX века.
Многие из детей Луизы добились значительных высот в обществе. Старший сын Луизы Фридрих Вильгельм IV правил в Пруссии в 1840—1861 годах, его младший брат Вильгельм наследовал ему на прусском троне и в 1871 году был провозглашён германским императором. Дочь Фридерика Шарлотта в 1817 году вышла замуж за младшего брата российского императора, великого князя Николая и в 1825 году стала царицей под именем Александра Фёдоровна.

#### Молодая королева

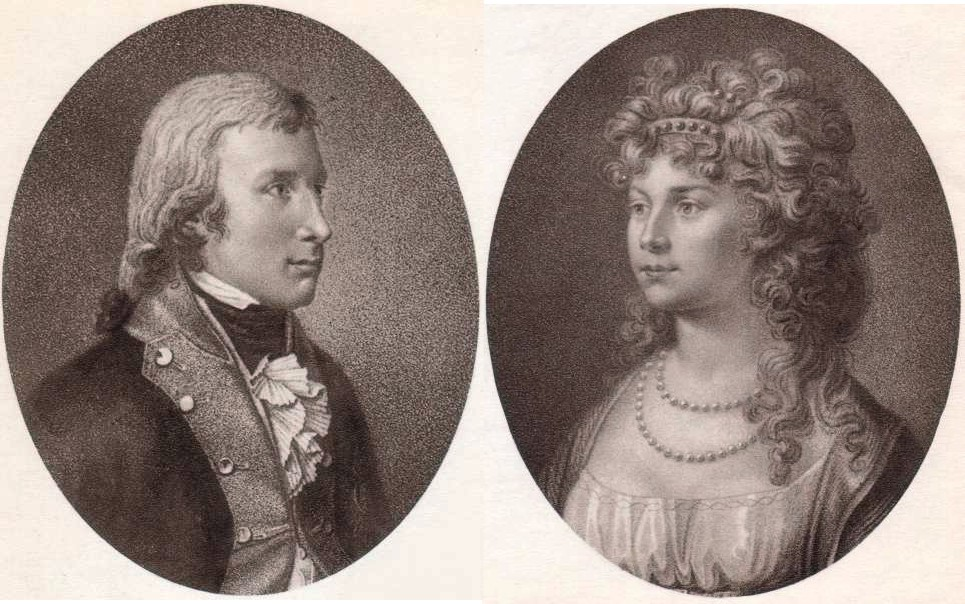
Прусская королевская чета

Фридрих Вильгельм II умер 16 ноября 1797 года. Его смерть не повергла Пруссию в скорбь. Неудачная внешняя политика, многочисленные любовницы и расточительность почившего короля Пруссии нанесли серьёзный ущерб стране и её имиджу. Вступившему на прусский трон стеснительному на людях и неречистому Фридриху Вильгельму III было 27 лет. Он не был готов принимать решения и управлять обременённым проблемами королевством в сложные времена. Королеве Луизе был 21 год.
Последним значительным внешнеполитическим шагом Фридриха Вильгельма II стало заключение в 1795 году сепаратного Базельского мира. Пруссия вышла из альянса, сформированного против Франции в так называемой Первой коалиционной войне, лишилась территорий на левом берегу Рейна, а Северная Германия объявила нейтралитет. Приобретённый таким образом мир обеспечил Пруссии ряд «спокойных лет», как они были названы впоследствии. Во внутренней политике новый король придерживался мер строгой экономии, перейти к назревшим основополагающим реформам в управлении страной и в армии он так и не решался. Во внешней политике Фридрих Вильгельм III стремился любой ценой сохранить нейтралитет.
Проблемы возникли с сестрой Луизы Фридерикой, которую всегда связывали с королевой особенно близкие отношения. «Принцесса Луи», как её называли после свадьбы с прусским принцем Фридрихом Людвигом, после мимолётного брака без любви овдовела в 18 лет. В предоставленном вдове дворце Шёнхаузен Фридерика крутила многочисленные романы. Графиня Фос в своём дневнике писала: «Она слишком хорошо умеет себя утешать». Всё закончилось скандалом: Фридерика ожидала внебрачного ребёнка. Луиза узнала об этом слишком поздно, незадолго до Рождества 1798 года, и была глубоко разочарована прежде всего тем, что сестра не доверилась ей. Фридерика спешно вышла замуж за принца Сольмс-Браунфельсского, предположительного отца будущего ребёнка, лишилась титула, и ей отказали от прусского королевского двора. Скандальная чета была вынуждена покинуть Берлин, оба ребёнка от первого брака остались в столице. В конце концов в третьем браке с Эрнстом Августом I, герцогом Камберлендским, Фридерика стала в 1837 году королевой Ганновера.

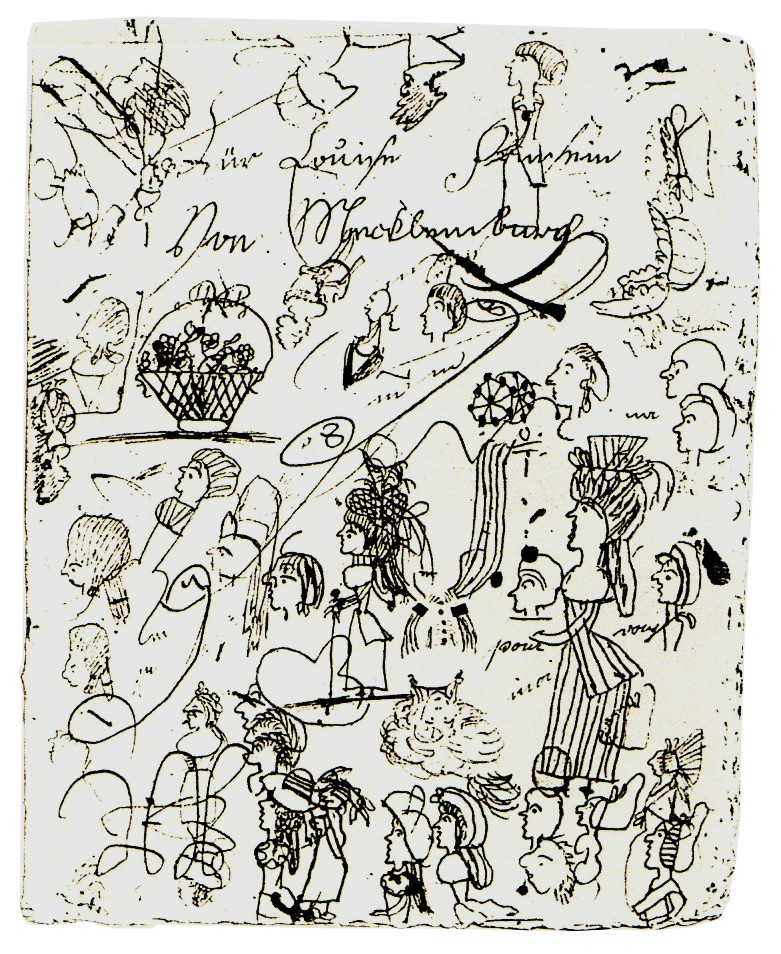
Зарисовки Луизы

Фридрих Вильгельм и Луиза совершили несколько так называемых «поездок для выражения верности». В мае и июне 1798 года они проехали по Померании, Восточной Пруссии и Силезии, в мае-июле 1799 года они отправились в западную часть страны, во Франконию и Тюрингию. В августе 1800 года королевская чета совершила восхождение на силезскую Снежку, впоследствии эту экскурсию королева вспоминала как особо счастливый момент её жизни. Во всех поездках население восхищалось внешностью и манерами королевы. Такое же восхищение Луиза снискала и в столице, в том числе и среди представителей дипломатического корпуса. Один из секретарей британского посольства писал своим сёстрам: «В берлинском обществе, особенно среди молодых людей, царит чувство рыцарской преданности королеве […] Немногие женщины одарены таким очарованием, как у неё […] Но мне нужно держать себя в руках, иначе вы подумаете, что красота и грация прусской королевы Луизы вскружили мне голову, как уже многим другим».

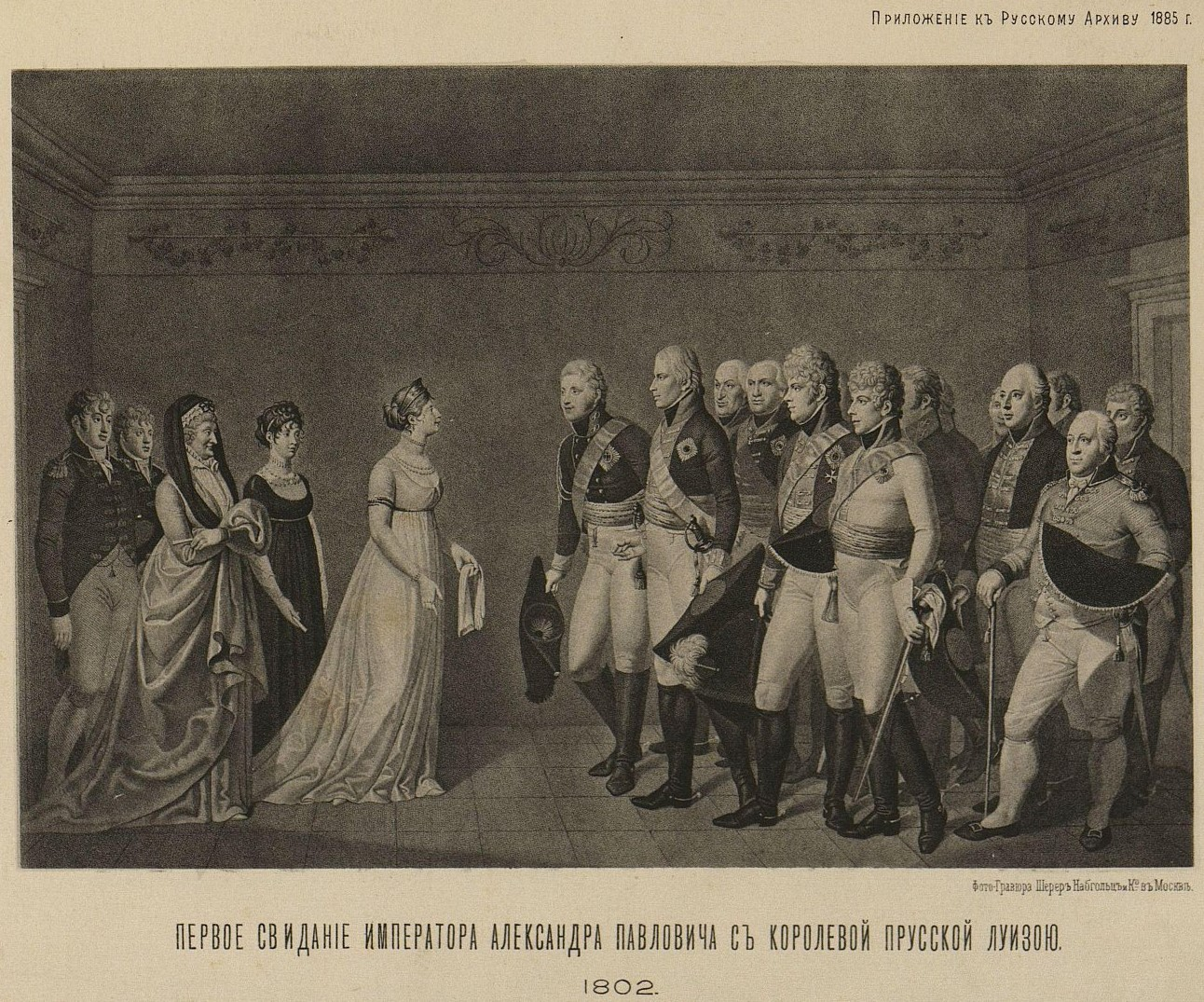
Первое свидание Имп. Александра Павловича с королевой Прусской Луизою, 1802 г.(изд.1885, Шерер)

Между тем давление Наполеона на Северную Германию усиливалось. Союз Пруссии с Россией казался подходящим ответом. В мае и июне 1802 года Фридрих Вильгельм III и королева Луиза побывали в Мемеле для встречи с царём Александром I, не имевшей особого политического значения, но оставившей яркий след в воспоминаниях Луизы. Молодой император произвёл на королеву огромное впечатление. В её записях обнаружено: «Император — один из тех редких людей, которые соединяют в себе все самые любезные качества со всеми настоящими достоинствами […] Он великолепно сложен и имеет очень статный вид. Он выглядит как молодой Геркулес». Александр в свою очередь был очарован Луизой. Фридрих Вильгельм III отреагировал без ревности, но с гордостью, появлявшейся у него всегда, когда восхищались его супругой. Многие биографы задаются вопросом о том, могли ли связывать Александра и Луизу какие-либо близкие отношения. Ответ всегда отрицательный с вероятностью, граничащей с уверенностью.
В 1803—1805 годах королевская чета побывала с поездками во франконских владениях, в Дармштадте, Тюрингии и Силезии. С 25 октября по 4 ноября 1805 года в Потсдаме гостил император Александр, убеждавший короля вступить в новый военный союз, который заключили против Наполеона Австрия и Россия. Фридрих Вильгельм III медлил, но предусмотрительно объявил мобилизацию. В декабре 1805 года русские и австрийцы были разбиты в битве под Аустерлицем. В июне-июле 1806 года Фридрих Вильгельм с Луизой отдыхали в Бад-Пирмонте. Так закончились для Пруссии «спокойные годы».

### Война и бегство
12 июля 1806 года в Париже был заключён договор об учреждении Рейнского союза. Наполеон значительно расширил сферу своего влияния на германских землях. Пруссия расценила происходящее как провокацию, но король по-прежнему не мог принять решение. Лишь по настоянию нескольких советников — министра фон Штейна, генерал-лейтенанта Эрнста фон Рюхеля и принца Луи Фердинанда и под влиянием своей супруги, считавшей Наполеона «моральным чудовищем», он определился и 9 октября 1806 года объявил войну Франции. Луиза, занимавшая центральное место в так называемой «партии войны», достигла, вероятно, пика своего политического влияния. Спустя всего пять дней плохо управляемые, несогласованно воевавшие прусские части потерпели унизительное поражение в битве при Йене и Ауэрштедте. Резервная армия в Галле была разбита, и почти все укреплённые города сдались без боя. 27 октября 1806 года Наполеон с триумфом вступил в Берлин.

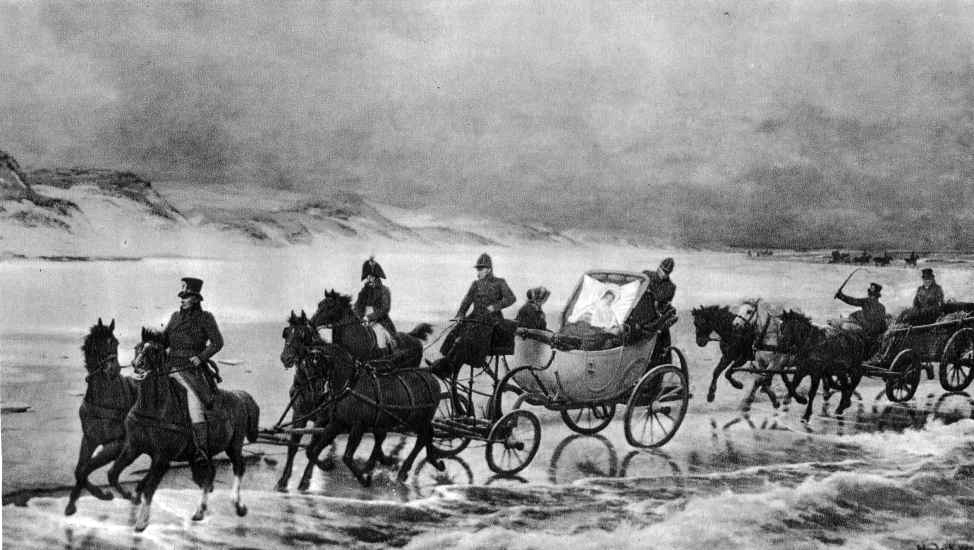
Бегство по Куршской косе

Фридрих Вильгельм III и Луиза находились недалеко от поля битвы, в хаосе разгрома они были вынуждены спасаться разными дорогами. Луиза с детьми, своим личным врачом Кристофом Вильгельмом Гуфеландом и графиней Фос с многочисленными остановками в Ауэрштедте, Веймаре и Бланкенхайне добралась до Кёнигсберга. Там она тяжело заболела «нервной горячкой», как тогда называли тиф. Пока Луиза болела, Наполеон со своей армией вышел на Кёнигсберг. Гуфеланд предложил остаться с королевой, но она отказалась: «Я лучше отдам себя в руки божьи, чем этого человека». Дальше бежать оставалось только в Мемель, находившейся на крайнем севере страны. В сильный мороз и метель тяжелобольная Луиза с детьми и обслугой отправилась в путь по практически непроходимой в зимнее время Куршской косе. Через три трудных дня и холодных ночи путники достигли места назначения, и Гуфеланд с удивлением даже констатировал некоторое улучшение в состоянии королевы. Этот эпизод, наряду с её встречей с Наполеоном, рассказываемый и изображаемый с большей или меньшей долей драматизма, прочно вошёл во все биографии и легенды, посвящённые королеве Луизе.

### Встреча с Наполеоном в Тильзите

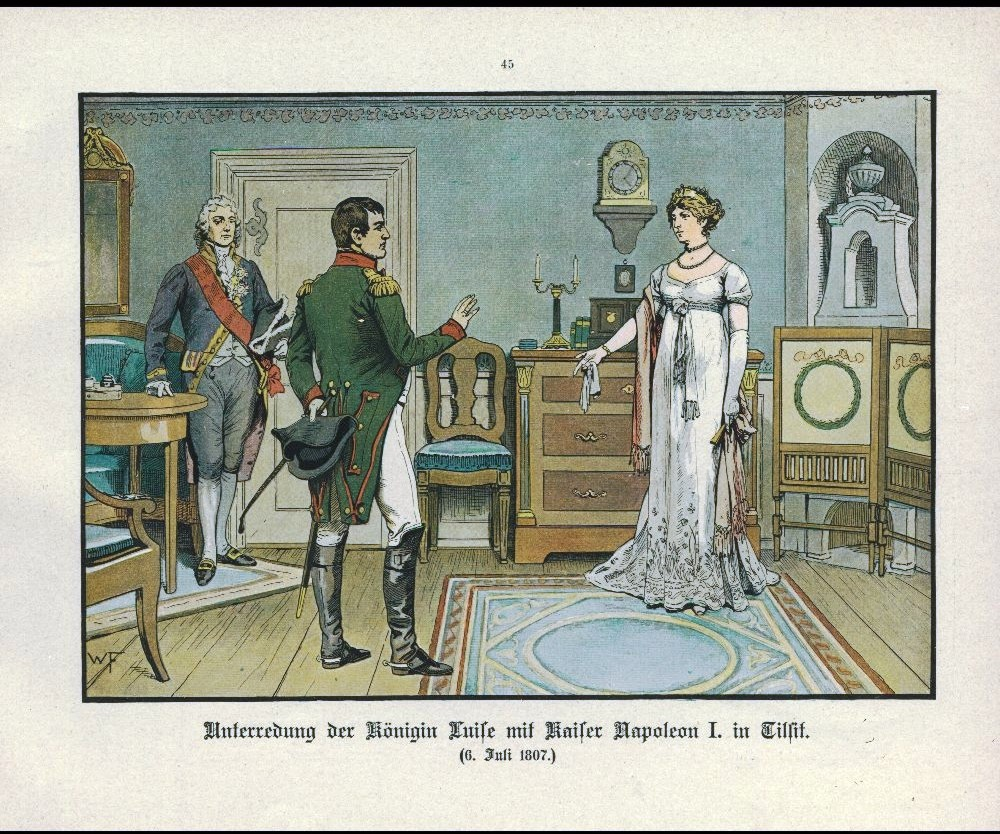
Луиза и Наполеон в Тильзите. Иллюстрация 1896 года

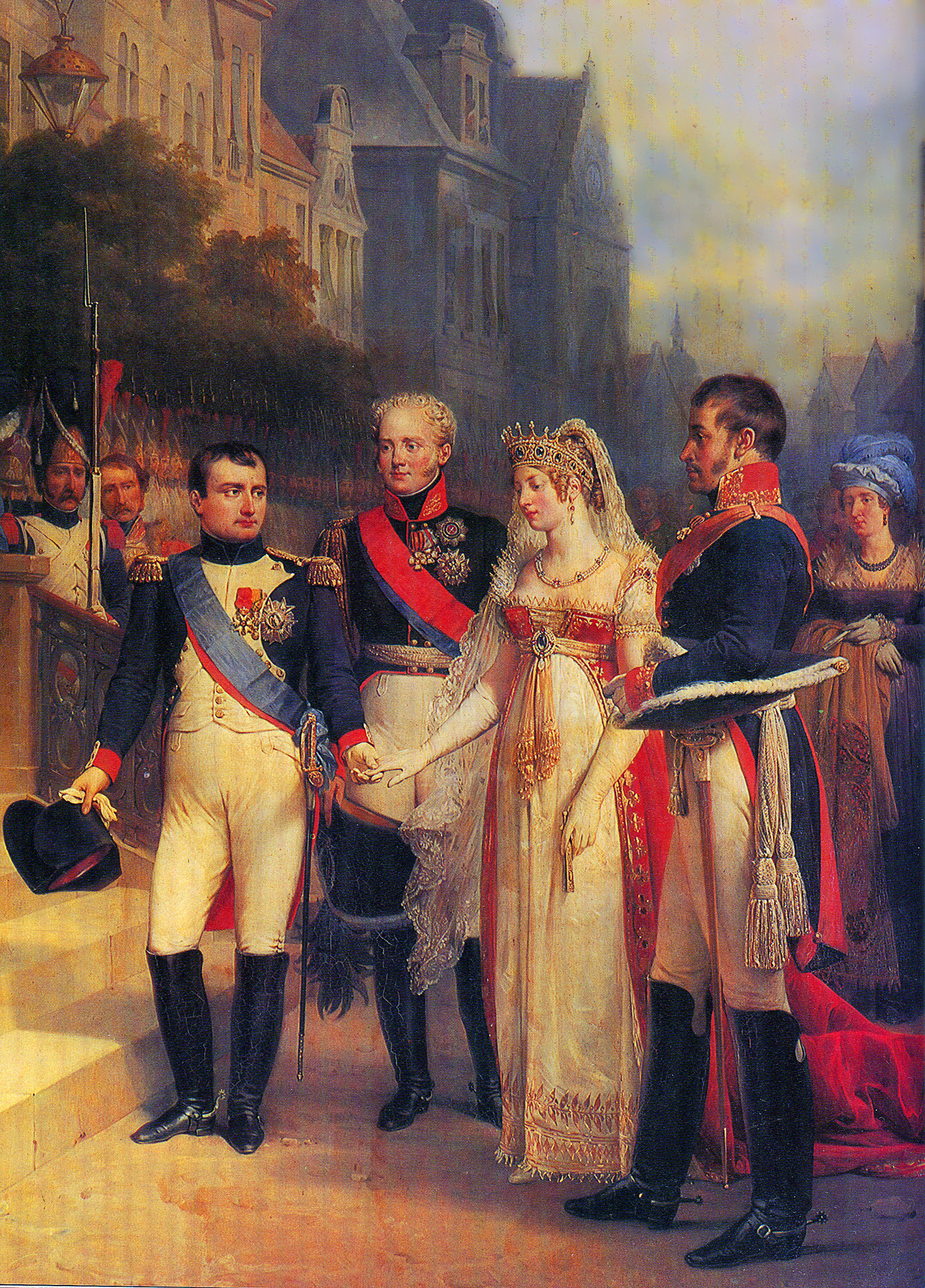
Тильзитское свидание 1807 года. Картина Н. Госса

Фридрих Вильгельм III добрался до Мемеля другой дорогой, там прусская королевская чета встретилась с российским императором, пообещавшим свою поддержку. Но 14 июня 1807 года Наполеон одержал победу над русской армией и последними остатками прусской армии в битве под Фридландом. Инициированные вслед за этим мирные переговоры проходили в пышном шатре, установленном на плоту на реке Неман. Поначалу прусский король был допущен к переговорам лишь среди второстепенных лиц, пока Россия заключала с Наполеоном сепаратный мир. Поскольку уже было очевидно, сколь беспощадно французский император обойдётся с уже побеждённой Пруссией, прусский парламентёр граф Калькройт изложил королю своё мнение о том, что «хорошее действие возымело бы, если бы её величество королева могли бы быть здесь, и чем раньше, тем лучше». Но Фридрих Вильгельм незадолго до этого написал своей супруге в Мемель о своих впечатлениях от Наполеона: «Я видел его, я разговаривал с этим извергнутым адом чудовищем, созданным Вельзевулом в наказание земли! […] Нет, никогда у меня не было столь сурового опыта…» Несмотря на эти высказывания, прусский король передал супруге предложение Калькройта. Луиза ответила: «Ваше письмо с приложением от К. добралось до меня вчера поздним вечером. Его содержание произвело впечатление, которое вы предвидели. Тем не менее, моё решение было твёрдым в тот же момент. Я спешу, я лечу в Тильзит, если вы того желаете».

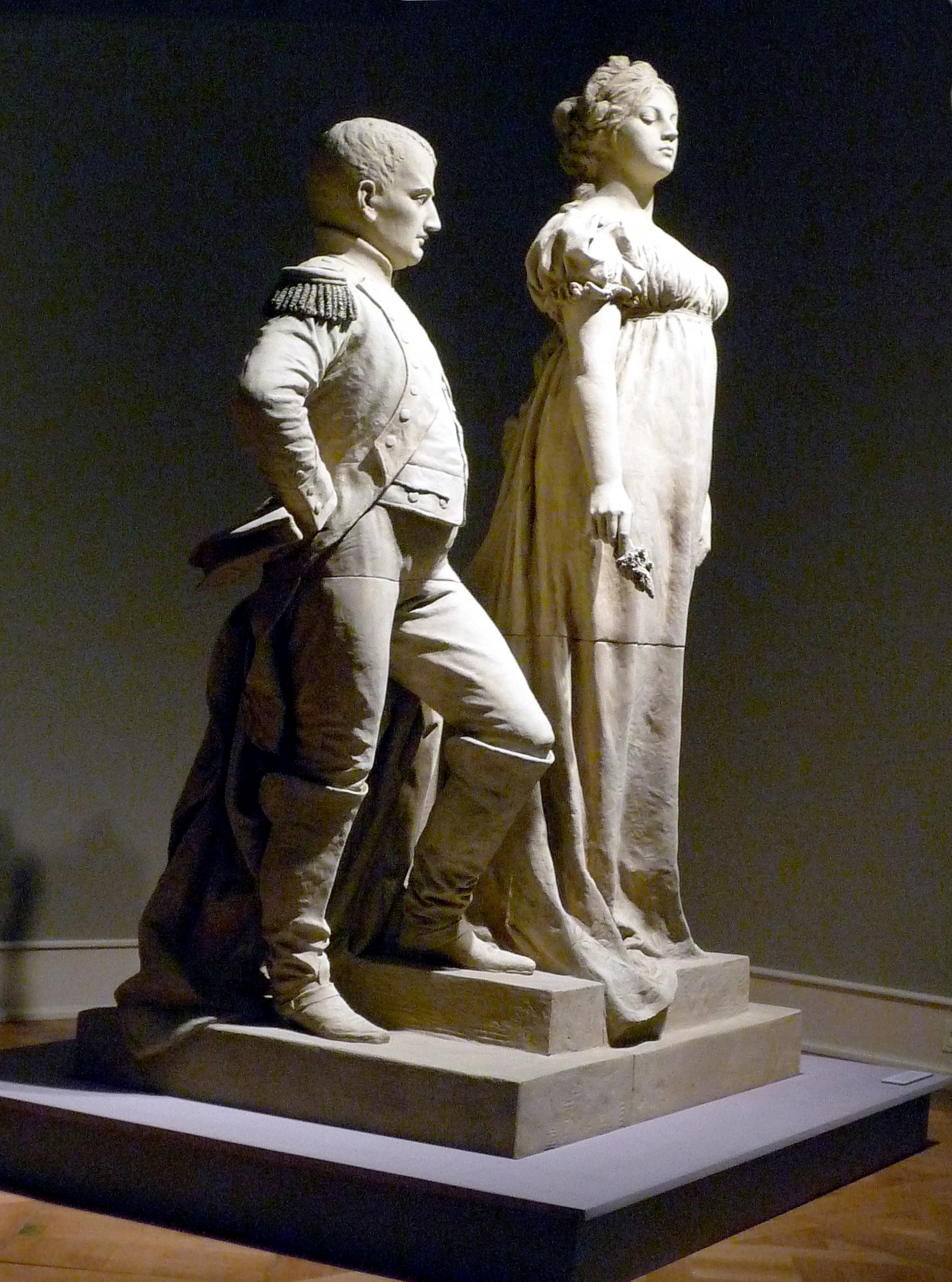
«Королева Луиза и Наполеон в Тильзите». Эскиз памятника работы Густава Эберлейна. 1899

Встреча Луизы с Наполеоном состоялась в Тильзите 6 июля 1807 года в доме советника юстиции Эрнста Людвига Зира, где Наполеон остановился на время переговоров. Луиза была одета в украшенное серебряной нитью платье из крепа. По свидетельствам очевидцев, несмотря на некоторую напряжённость, королева выглядела прекраснее, чем когда-либо. Главный министр Карл Август фон Гарденберг обстоятельно подготовил её к беседе. Он посоветовал Луизе проявить любезность, говорить прежде всего от лица супруги и матери и ни в коем случае не вести подчёркнуто политических разговоров. Королеву ожидал сюрприз. Вместо внушающего страх чудовища на встречу к ней явился впечатляющий, очевидно, высокоинтеллектуальный человек, приятный в общении. Луиза просила Наполеона о сдержанности в подходе к мирным переговорам, тот давал неопределённые ответы, но сделал комплимент её гардеробу. В ответ на вопрос Наполеона о том, как же Пруссия позволила себе такую неосторожность напасть на него, Луиза дала часто цитируемый ответ: «Слава Фридриха Великого ввела нас в заблуждение по поводу наших средств». Впоследствии Луиза положительно оценила свои личные впечатления от этой беседы. Император тоже остался под впечатлением. Лишь позднее Наполеон признал, что ему казалось, будто он слушал «попугая Гарденберга». До встречи с Луизой Наполеон неоднократно чрезвычайно пренебрежительно отзывался о прусской королеве: она якобы несёт вину за начало войны, она «женщина с прелестными чертами, но слабая духом … Её, должно быть, мучают страшные угрызения совести за те страдания, которые она причинила своей стране». Оккупировав Берлин, Наполеон отдал распоряжение опубликовать часть обнаруженной частной переписки Луизы, в свою очередь Луиза никогда не скрывала своего глубокого отвращения к Наполеону и убеждённости в его аморальности.
Каких-либо конкретных признаний королева не делала. О разговоре тет-а-тет, продлившемся около часа, император сообщил своей супруге Жозефине Богарне в Париж: «Королева Пруссии действительно обворожительна, она была полна кокетства со мной. Но не ревнуй, я как вощёная холстина, с которой всё скатывается. Мне было нелегко быть галантным». Своим маршалам об этом свидании с королевой наедине Наполеон шутливо заметил: «Если бы король прусский вошел в комнату немного позже, мне бы пришлось уступить Магдебург».
Условия заключённого 9 июля 1807 года Тильзитского мира действительно оказались для Пруссии крайне жёсткими. Государство лишилось половины своей территории и населения — всех земель западнее Эльбы и польских владений. Французские оккупационные войска оказывались на содержании у прусской казны. Контрибуционные обязательства в размере 400 млн талеров, возложенные на Пруссию, значительно превышали возможности страны. Тем не менее, Пруссия не исчезла с карты мира как страна, отчасти благодаря ходатайству русского императора, заинтересованного в буфере между своей империей и Наполеоном.

### Ссылка в Восточной Пруссии
После заключения оскорбительного мира Луиза видела свою основную задачу в том, чтобы ободрить короля, который часто в отчаянии заводил разговор об отречении, и дать ему опору в счастливой семейной жизни. Она сама пребывала в метаниях от уныния к надежде. В апреле 1808 года Луиза писала своему отцу: «В моей жизни больше нет надежд… Божественное провидение явно заводит новый мировой порядок, и будет другой порядок вещей, поскольку старый уже отжил своё и … обрушился. Мы почивали на лаврах Фридриха Великого. В мире будет хорошо только от хороших людей, … поэтому я надеюсь, что за нынешними недобрыми временами придут лучшие…» Но недобрые времена в Мемеле пока продолжались. Луиза тосковала по своему берлинскому кругу общения и плохо переносила суровый климат Восточной Пруссии. Она страдала от простуд, сопровождавшихся жаром, от головных болей и удушья. В письме брату она жаловалась: «Климат Пруссии отвратительнее, чем это можно выразить. Моё здоровье полностью разрушено».
Изначально прусскому королю и его семье было отказано в возвращении в Берлин. Фридрих Вильгельм III правил в сохранившейся части королевства из Мемеля. Барон фон Штейн запустил первые неотложные реформы: в 1807 году — освобождение крестьянства, в 1808 году — городскую реформу. Герхард фон Шарнхорст, Август Нейдхардт фон Гнейзенау и Герман фон Бойен приступили к реформе прусской армии. Луиза практически не вникала в детали этих нововведений. У неё было мало общего с резким холериком Штейном, она писала: «Он и так считает меня самкой, очень легкомысленной». Штейн, сокративший наполовину содержание себе и своим чиновникам, требовал серьёзных мер экономии в королевском бюджете. Всё, от чего можно было отказаться, вплоть до украшений королевы, было продано. Зимой 1808—1809 годов по приглашению российского императора королевская чета гостила восемь недель в Санкт-Петербурге. Штейн напрасно выступал против развлекательной поездки, указывая, что любая имеющаяся в наличии денежная сумма настоятельно необходима разрушенной войной Восточной Пруссии. Луиза наслаждалась балами, ужинами и другими публичными мероприятиями в резиденции российского императора. Но она не могла не осознать контраст со своей собственной ситуацией: «От бриллиантов в глазах рябит… Всякого рода великолепие превосходит любые ожидания. Какие здесь вещи из серебра и бронзы, зеркала, хрусталь, картины и мраморные статуи, это грандиозно». Встречи с императором Александром I протекали достаточно прохладно по сравнению с прежней непринуждённой атмосферой общения монархов.

### Возвращение и смерть

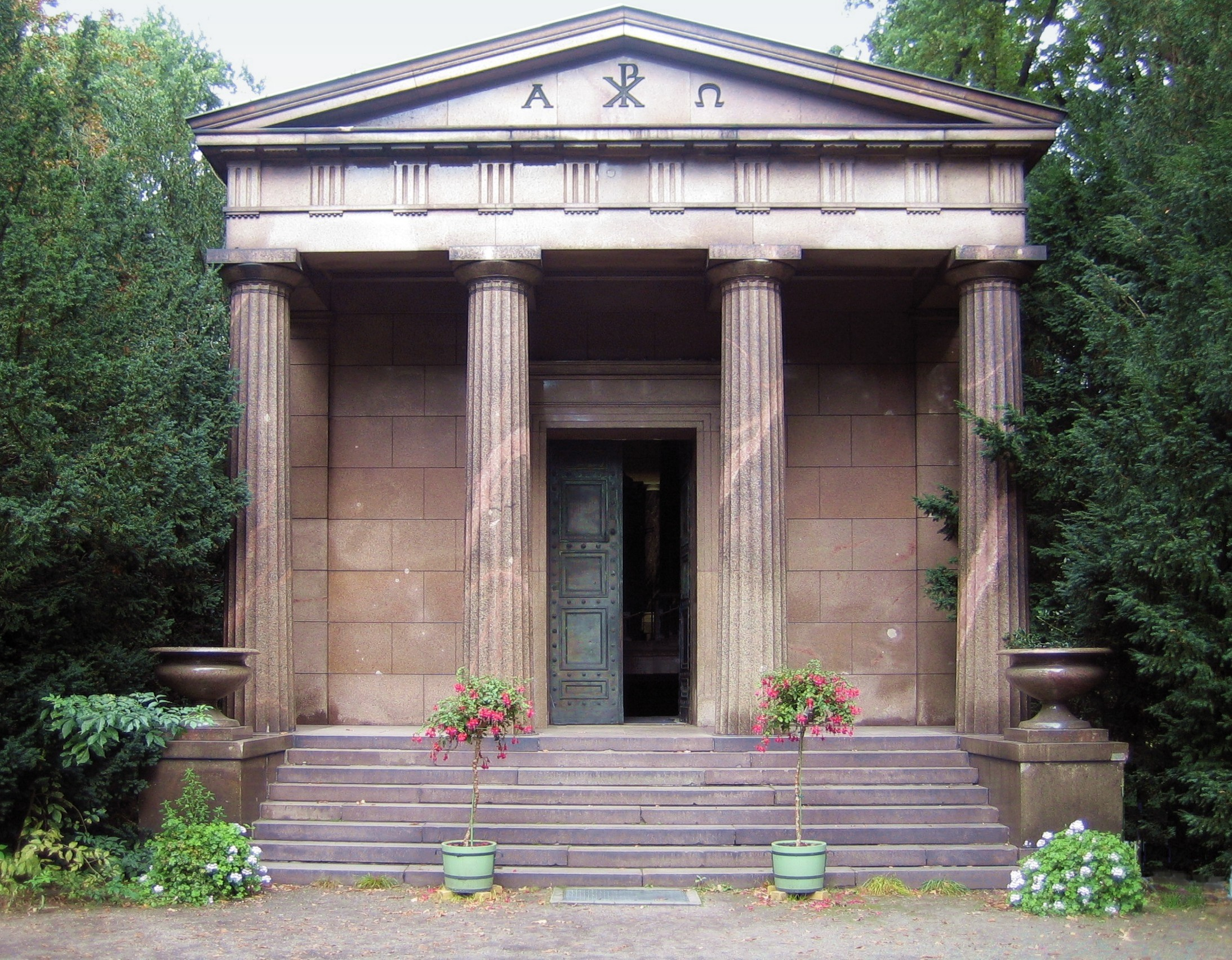
Мавзолей в парке Шарлоттенбургского дворца

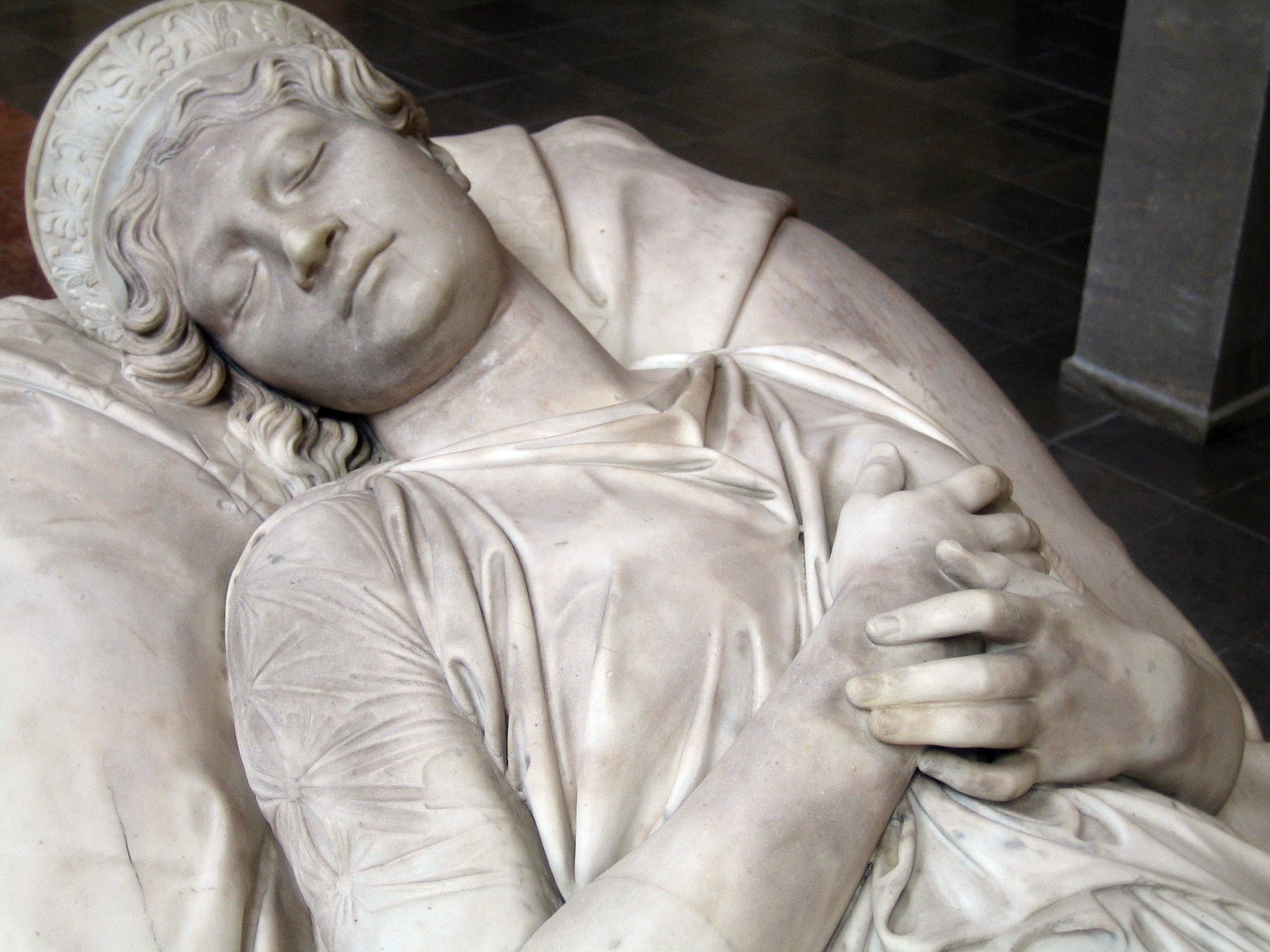
Вторая версия скульптурного надгробия работы Кристиана Даниэля Рауха

Получив от Наполеона позволение вернуться в Берлин, королевская семья прибыла в столицу 23 декабря 1809 года. Приём берлинцев был потрясающе сердечным, как при прибытии во дворец, так и во время вечерней прогулки по празднично освещённому городу. За этим последовала череда приёмов и торжественных обедов, театральных представлений и оперных постановок. Впервые на эти торжества были приглашены офицеры недворянского происхождения и буржуазные семейства. О по-прежнему мрачном политическом положении Луиза писала 27 января 1810 года в письме к Гарденбергу: «Мы всё также в высшей степени несчастны. Тем не менее, жизнь здесь в Берлине более сносная, чем в Кёнигсберге. Как минимум, блеск нищеты в прекрасном окружении, которое отвлекает, а в Кёнигсберге была нищета по-настоящему». Луиза прилагала все усилия, чтобы вернуть Гарденберга на прусскую государственную службу. Она видела в нём советника, в котором нуждался её нерешительный супруг. Несмотря на сложившиеся предубеждения, Наполеон в конце концов согласился, ведь только Гарденбергу он мог доверить сбор колоссальных контрибуций, возложенных на Пруссию.

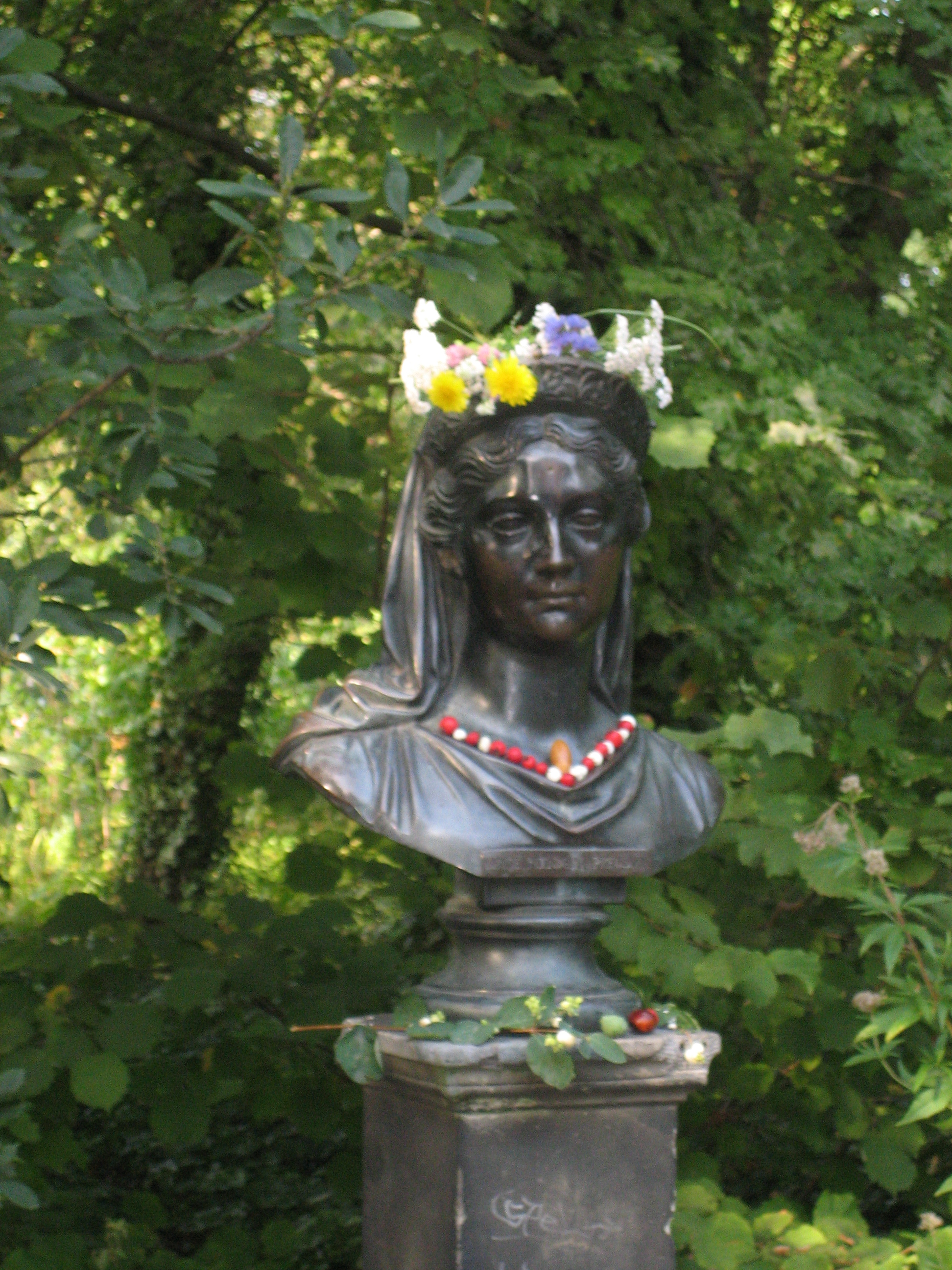
Бюст королевы Луизы в дворцовом парке Шарлоттенбурга

От поездки в Бад-Пирмонт, запланированной на лето для поправки здоровья Луизы, пришлось отказаться по финансовым и политическим причинам: Пруссия была фактически банкротом, а в Пирмонте в то время находились два брата Наполеона. Вместо этой поездки было решено съездить в Нойштрелиц, где с 1794 года Мекленбург-Стрелицем правил отец Луизы. Дармштадтская бабушка также проживала там. Графиня Фос, которой было уже за 80, тоже отправилась на экскурсию. Из письма отцу становится понятно, насколько Луиза радовалась этой поездке: «Я просто пылаю от радости и горю». 25 июня 1810 года Луиза приехала в Нойштрелиц, Фридрих Вильгельм должен был прибыть позже. После краткого пребывания в городе-резиденции был намечен переезд во дворец Хоэнцириц, летнюю резиденцию герцога. На 30 июня 1810 года была запланирована поездка в Райнсберг, которая так и не состоялась, поскольку у Луизы начался жар, и она осталась в постели. Местный врач диагностировал не опасное для жизни воспаление лёгких. Вызванный из Берлина личный врач короля Эрнст Людвиг Гейм также не обнаружил серьёзных поводов для беспокойства. 16 июля прошёл ещё один консилиум, поскольку симптомы, выражавшиеся в приступах удушья и нарушении кровообращения, значительно усугубились. Срочным курьером графиня Фос уведомила короля, и незадолго до пяти утра 19 июля 1810 года он прибыл в Хоэнцириц вместе с двумя старшими сыновьями. Спустя четыре часа Луиза умерла.
При вскрытии тела Луизы выяснилось, что одна половина лёгкого была разрушена, также была обнаружена опухоль на сердце. Графиня Фос сделала в своём дневнике такую запись: «Врачи говорят, что полип в сердце стал следствием большого и продолжительного горя». Тело Луизы при большом стечении народа было перевезено в Берлин и выставлено на три дня для прощания в Городском дворце. Похороны состоялись 30 июля в Берлинском соборе. Спустя пять месяцев, 23 декабря 1810 года, Луиза Мекленбург-Стрелицкая обрела последнее место упокоения в мавзолее в парке при Шарлоттенбургском дворце, возведённом Генрихом Генцем при участии Карла Фридриха Шинкеля. Надгробную скульптуру королевы, шедевр Берлинской скульптурной школы, создал Кристиан Даниэль Раух в 1811—1814 годах. Фридрих Вильгельм III принимал в этой работе активное участие, высказывая свои пожелания и предложения. Сам он также был похоронен в этом мавзолее в 1840 году. Мавзолей стал местом всенародного паломничества, важным культурным центром поклонения королеве Луизе.

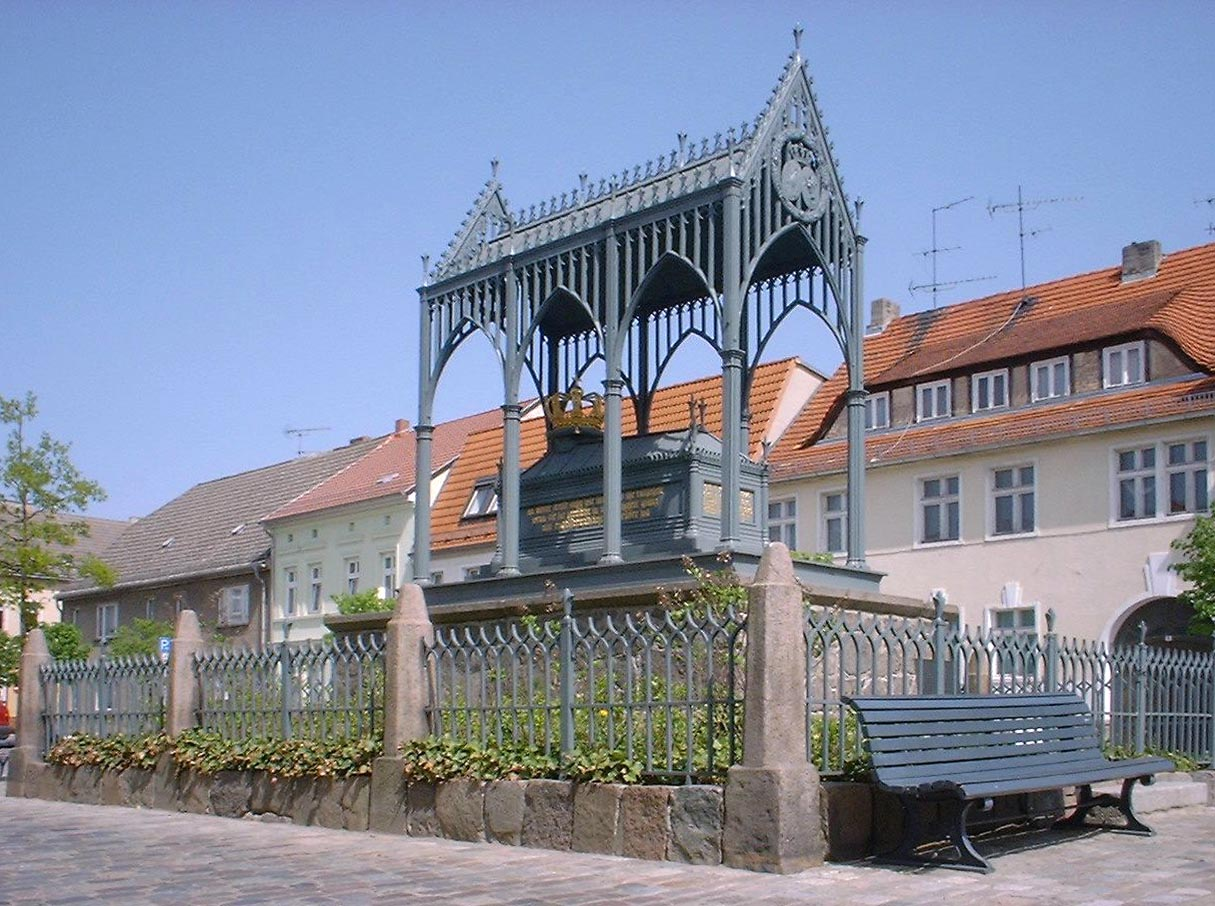
Памятник в Гранзе на месте остановки по пути следования траурной процессии в Берлин
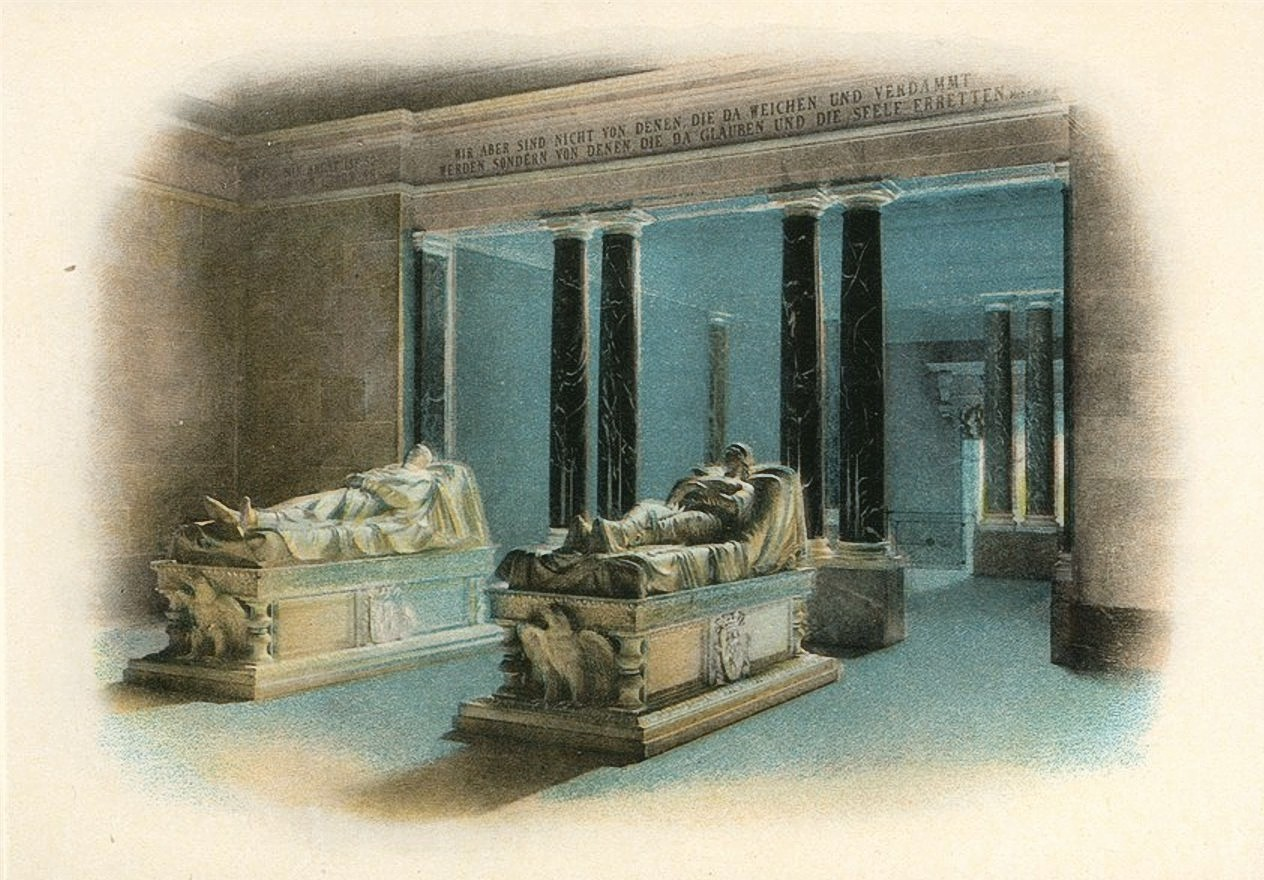
Внутри мавзолея. 1895
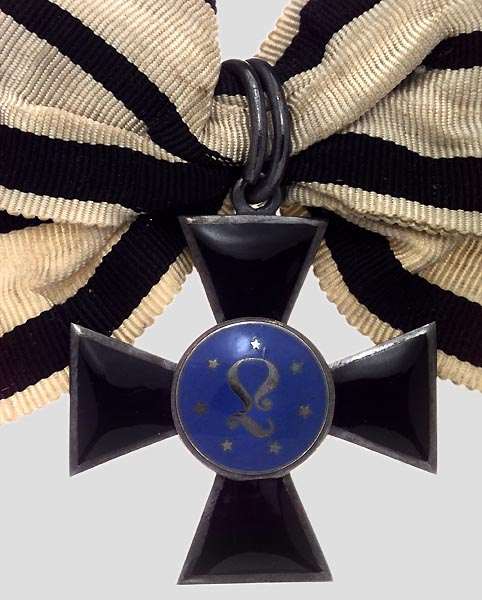
Орден Луизы
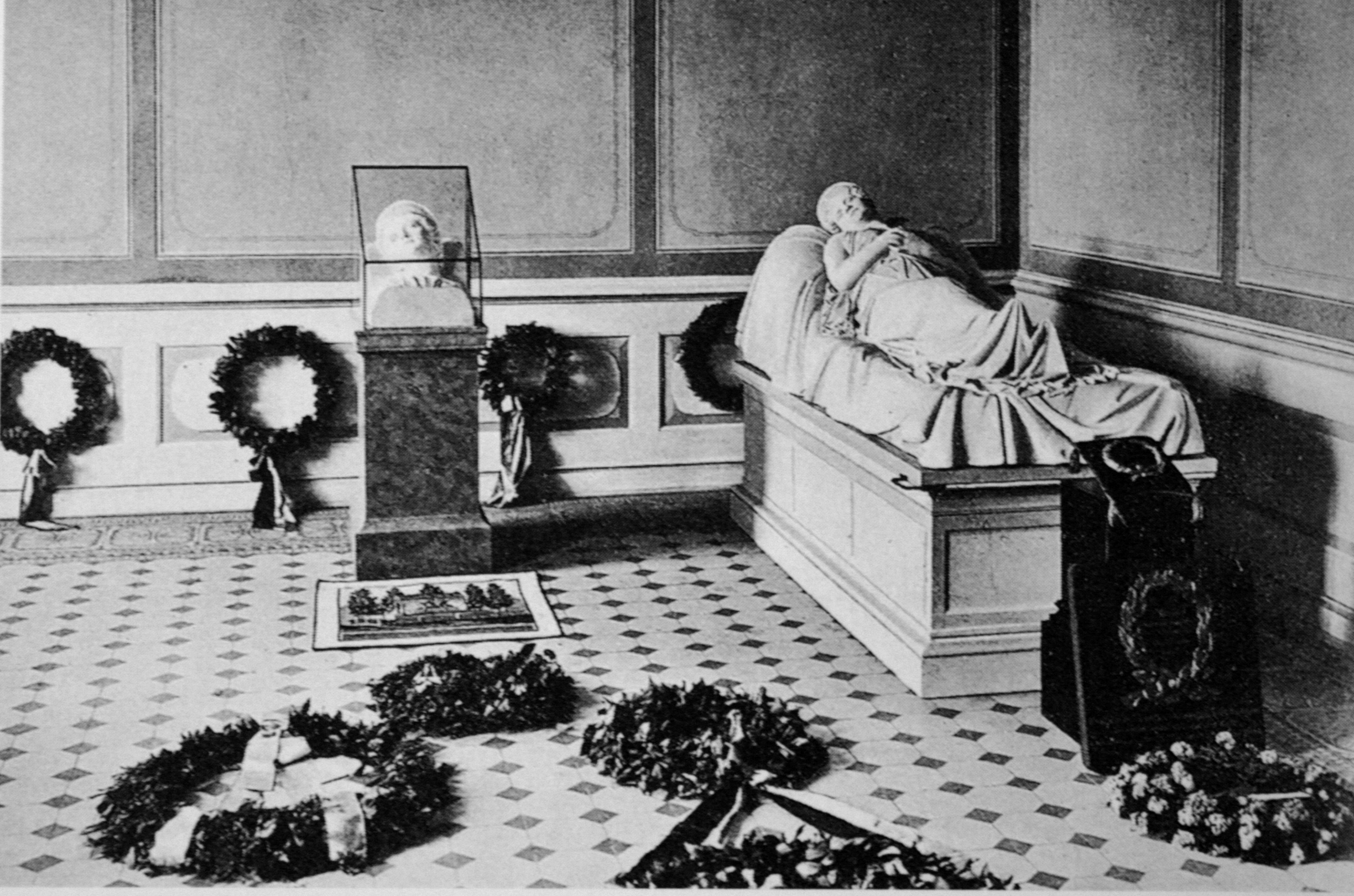
Мемориал в зале дворца Хоэнцириц, где умерла Луиза. Снимок 1910 года.

### Первые акты почитания
Уже 29 июля 1810 года жители Гранзе подали прошение о создании памятника Луизе на том месте, где траурная процессия с телом Луизы останавливалась на ночь по пути в Берлин. Король дал согласие с условием, что памятник будет возведён на добровольно собранные средства. Памятник по проекту Карла Фридриха Шинкеля был отлит на Прусском королевском сталелитейном заводе и торжественно открыт 19 октября 1811 года. В 1813 году Фридрих Вильгельм III учредил Железный крест, датой учреждения которого он назначил 10 марта, день рождения Луизы. Шинкель изготовил награду по проекту самого короля. В 1814 году был учреждён орден Луизы, которым за особые заслуги награждались исключительно женщины.

## Мифологизация королевы Луизы

### Буржуазная королева
Мифологическое преображение Луизы пережило в своей истории череду менявшихся мотивов. Вначале помимо красоты и обаяния превозносились её простота и сердечность, воспринимавшиеся как буржуазные добродетели. Преклонение перед Луизой следует рассматривать на историческом фоне разворачивавшейся Французской революции. Либеральная буржуазия испытывала симпатию к первоначальным идеям революционеров. Но когда революционные требования сменили насилие и террор, отношение в Германии к французским революционерам изменилось. Реформы были необходимы, но не через насилие. Ощущалась необходимость признания буржуазных ценностей «сверху», в рамках конституционной монархии. В этих надеждах происходила идеализация Луизы и её семьи.
Выдающиеся поэты и писатели того времени — Новалис, Генрих фон Клейст, Жан Поль, Август Вильгельм Шлегель преклонялись перед молодой королевой. Новалис привлёк к себе внимание своим программным сочинением «Вера и любовь, или Король и королева», опубликованном в новом ежемесячном журнале «Ежегодники прусской монархии при Фридрихе Вильгельме III». Сочинение начиналось рядом восторженных стихотворений, посвящённых королевской чете, а фрагменты в прозе создавали картину общества, в котором семью и государство, буржуазию и монархию объединяла вера и любовь. Король проводил в своей стране реформы, поддерживал искусство и науки. В своей красоте, нравственности и хозяйственности королева воплощала в себе идеал для всех женщин, её портрет должен был украшать каждый дом. Фридрих Вильгельм III отверг это сочинение. Он не видел в нём отражение своих способностей и намерений, лесть он не любил, а монархия на парламентарной основе не отвечала его представлениям. Поэтому публикации продолжения сочинения в «Ежегодниках» он не допустил. Тем не менее, Луиза и Фридрих Вильгельм III продолжали оставаться носителями надежд прусской буржуазии.
Если сравнить многочисленные прижизненные портреты королевы Луизы, становится очевидным, что ни один портрет не похож на другой. Эту особенность подмечали ещё современники. Объяснение обнаруживается в газете Berliner Abendblätter от 6 октября 1810 года: «При жизни Её Величества ни одному художнику не удалось создать образ, хоть сколько-нибудь похожий на них. И кто отважится воспроизвести … эту заоблачную и при этом живую красоту?» После смерти Луизы, когда «сокрушительному сравнению с недостижимым оригиналом уже не произойти», стало возможным создать более точные изображения. Такие более поздние изображения часто создавались по посмертной маске Луизы, которую в Хоэнцирице снял герцогский архитектор и придворный скульптор Кристиан Филипп Вольфф.

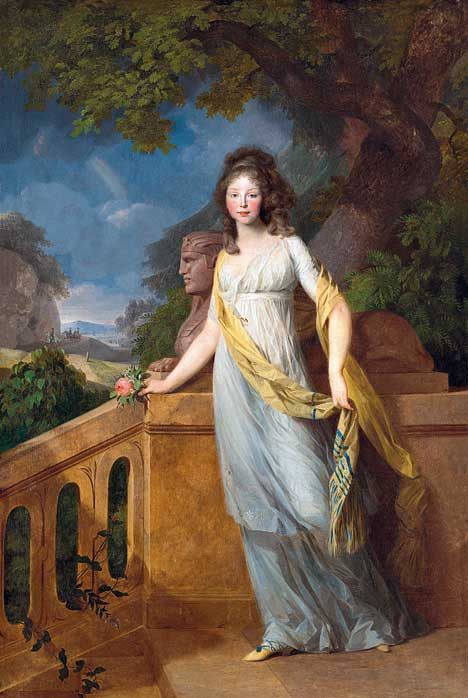
Луиза в 1796 году, портрет работы А. Тишбейна. Усадьба Дорн.
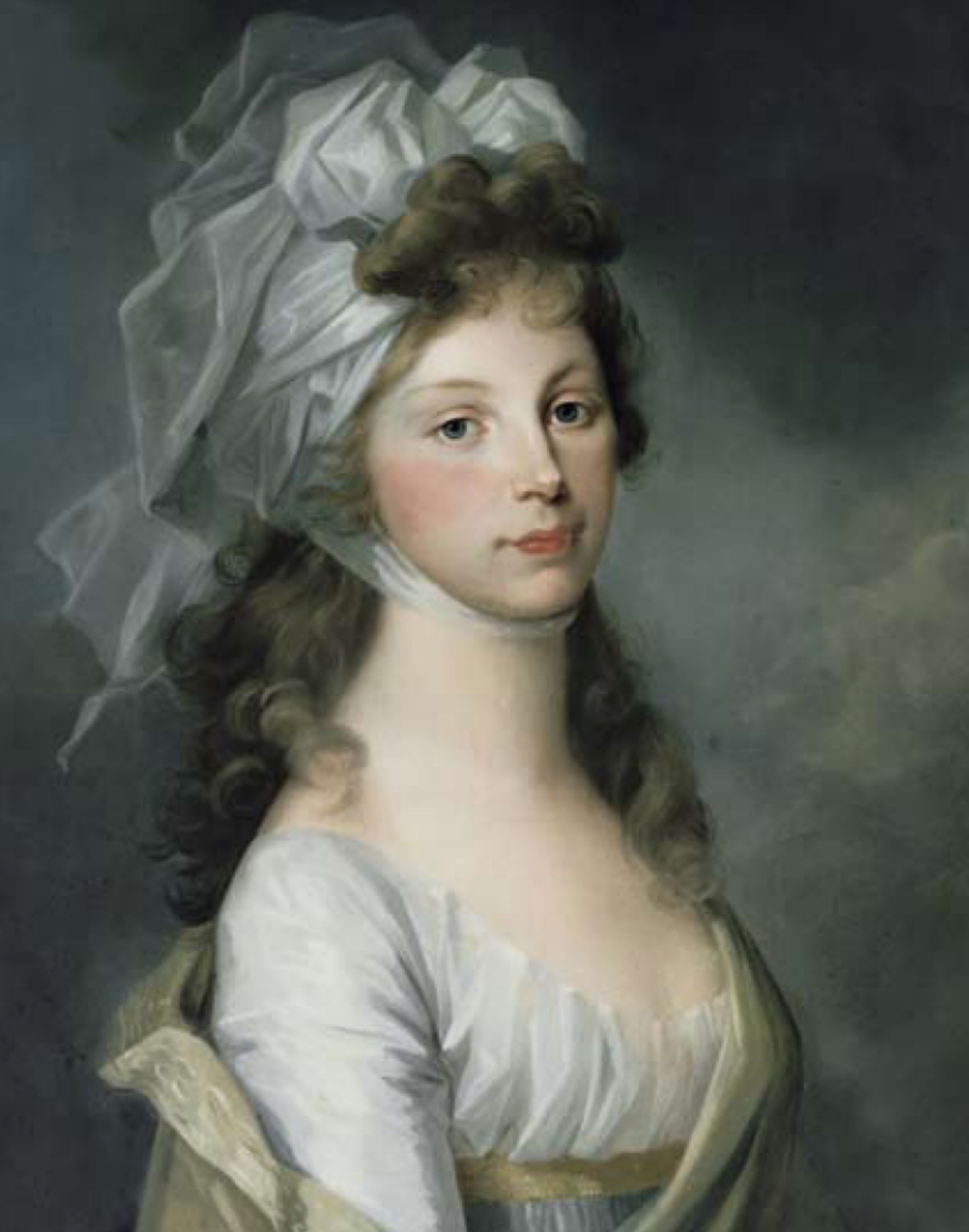
Луиза в 1797 году, портрет работы Г. Ф. Тассер[англ.].
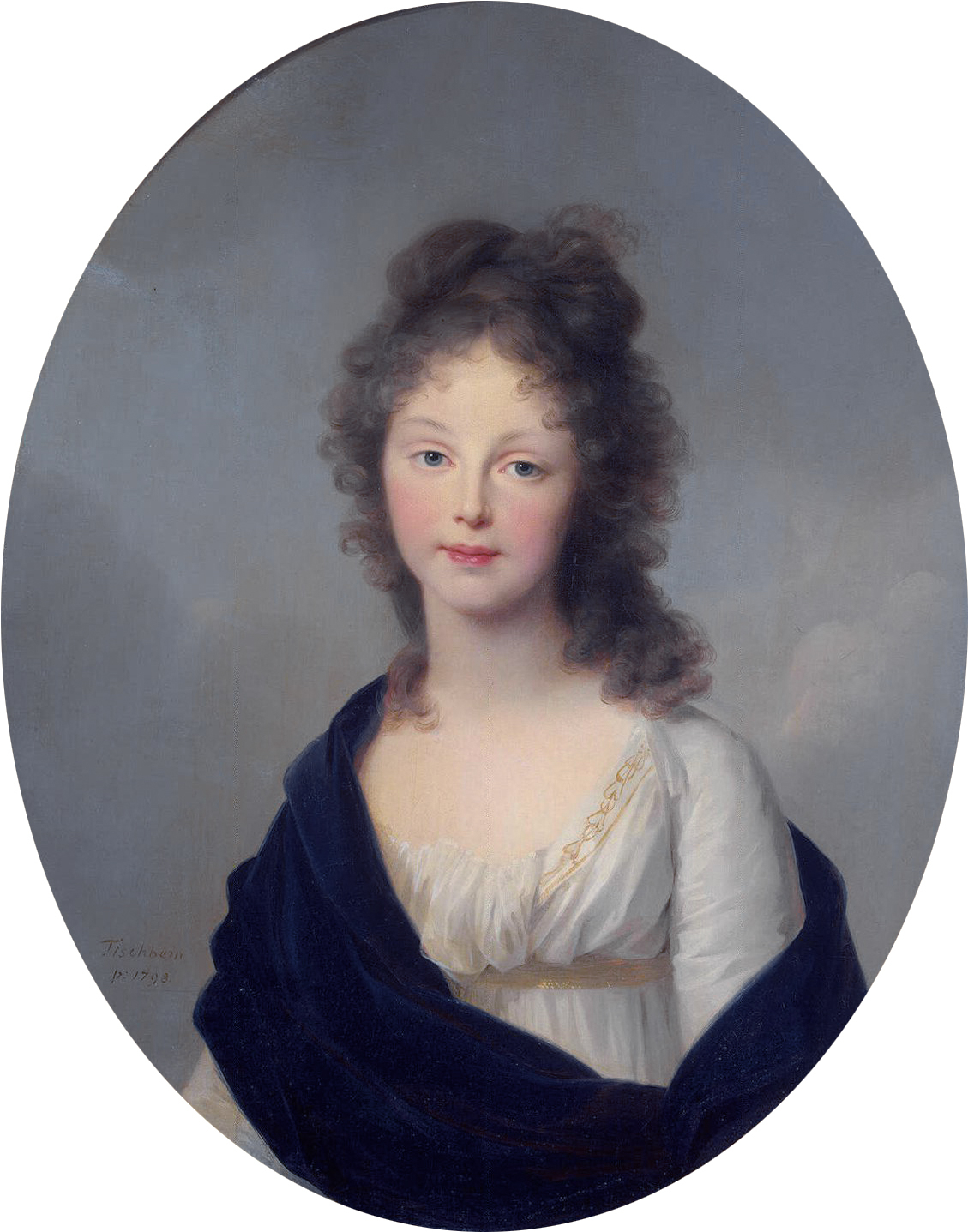
Луиза в 1798 году, портрет работы А. Тишбейна. Эрмитаж (Санкт-Петербург).
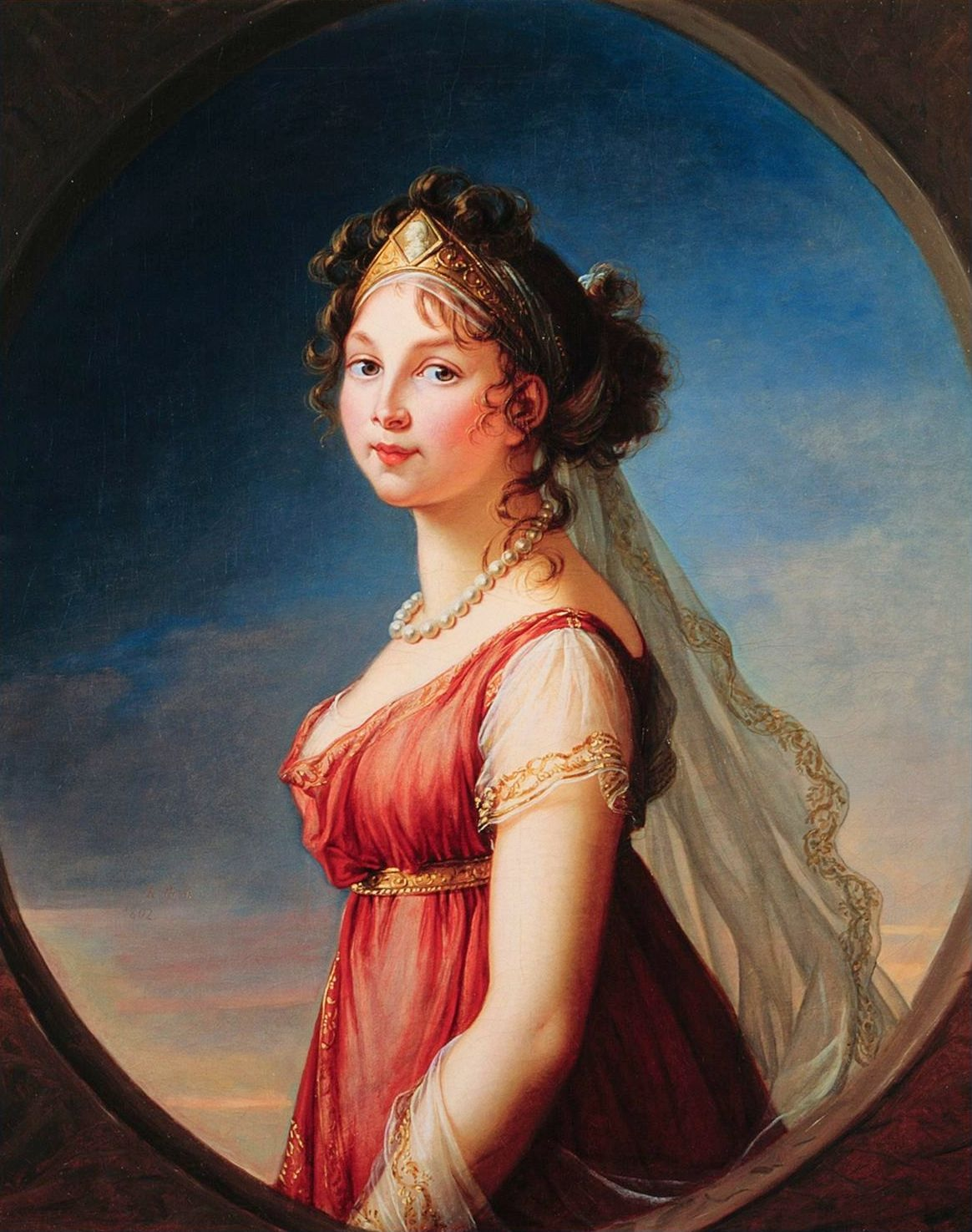
Луиза в 1802 году, портрет работы Э. Виже-Лебрен. Замок Гогенцоллерн.
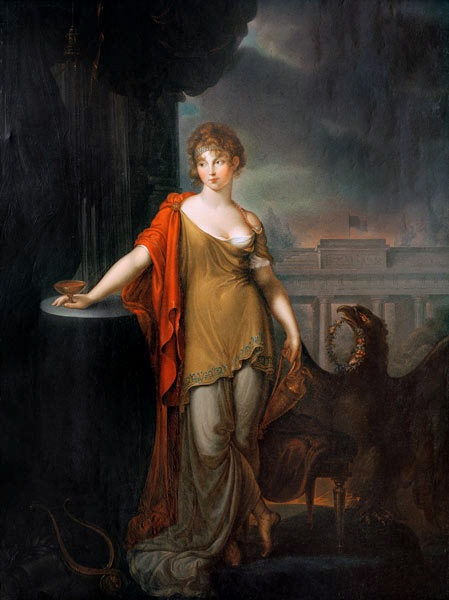
Луиза, портрет работы К. В. Ваха 1812 года.

### Мученица

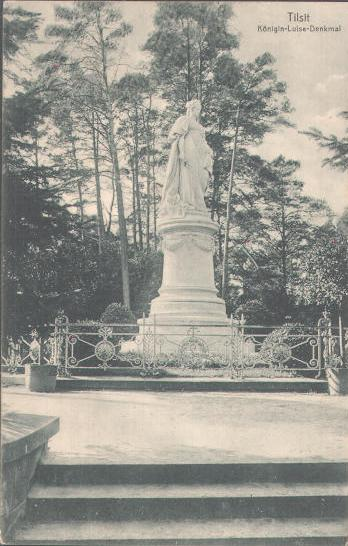
Памятник королеве Луизе в Тильзите работы Густава Эберлейна. Снесён в советское время, восстановлен в 2014 году

После поражения Пруссии в войне с Наполеоном на первый план выдвинулся новый мотив в культе Луизы — испытания, выпавшие на долю Луизы в трудные времена, превращение обаятельной жизнерадостной красавицы, близкой народу, в обожествляемую страдалицу. Понятия «жертва» и «страдания» стали центральными категориями в обиходе историков и художников того времени, интерпретировавших роль Луизы. В этой интерпретации Луиза приняла на себя все те унижения, которые доставила её стране Франция. В Тильзите она мужественно выступила против властелина Европы, решительнее, чем её колеблющийся супруг, и пожертвовала собой за свой народ, напрасно обратившись с просьбой к врагу, которого она считала моральным чудовищем. Луиза испытала на себе все тяготы войны и умерла от разрыва сердца, как было интерпретировано медицинское заключение.
Вскоре после своей смерти королева Луиза стала в этой роли символом Освободительных войн, которые стилизовались под поход мести за мученицу-патриотку, что находило полное отражение в сочинениях поэтов Освободительных войн. Теодор Кёрнер предлагал прикреплять портрет Луизы как икону в праведной войне на знамёна воинов-освободителей и писал: «Луиза — дух-хранитель Германии. Луиза — лозунг мести». Поэт Фридрих де ла Мотт Фуке, как и Кёрнер добровольно отправившийся воевать, описывал распространённую среди солдат «милую легенду о том, что королева Луиза жива, а её смерть — обман… Кто посмеет этому возразить?» Популярностью пользовалась история о том, что прусский маршал Гебхард Леберехт фон Блюхер после битвы при Ватерлоо, то есть после окончательной победы над Наполеоном, 7 июля 1815 года с высоты Монмартра якобы воскликнул: «Теперь Луиза отомщена!»

### Прусская Мадонна
В школьном образовании целенаправленно распространялся и воспроизводился для следующих поколений официальный образ Луизы. В народных школах сами учебные материалы были сокращены до минимума, а на первый план выдвинулись религия и патриотизм. Луиза упоминалась практически во всех школьных предметах, не только на занятиях по истории, немецкому языку, религии, но и по математике и географии. Патриотические дни памяти укрепляли связь с идеалом Луизы. По распоряжению ведомства школьного образования по случаю 100-летия со дня рождения королевы Луизы во всех школах для девочек были отменены занятия, вместо которых ученицам читали доклад о «жизнеописании августейшей госпожи…, которая во времена глубочайших страданий столь жертвенно отдавала себя возвышению народа и подавала высокий пример всем будущим поколениям».
Миф Луизы поддерживали словари и энциклопедии. Они претендовали на объективность подаваемых знаний, но одновременно способствовали формированию легенды. Уже в Conversationslexicon 1834 года говорилось: «Она с раннего возраста привыкла сочетать всё видимое, земное с невидимым, высоким и конечное с бесконечным», а в Damen Conversations Lexicon Луиза описывалась как «ангел мира и доброты» и «мать всех своих подданных».
Постепенно в почитании Луизы стал доминировать аспект материнства, что отвечало роли её сыновей в восстановлении Пруссии и образовании империи. В 1848 году король Фридрих Вильгельм IV, её старший сын, заявил: «Единство Германии близко моему сердцу, оно унаследовано от моей матери». Триумф второго сына Вильгельма стал апогеем символического влияния Луизы: Наполеон III, племянник её великого противника Наполеона Бонапарта, объявил войну Пруссии 19 июля 1870 года, в 60-ю годовщину смерти Луизы. Уезжая на войну, Вильгельм I преклонил колено перед саркофагом своей матери. В отличие от 1806 года этот военный поход увенчался победой, и в следующем году в Версале Вильгельм был провозглашён императором. По возвращении в Берлин 17 марта 1871 года он вновь пришёл на могилу матери. После этих проникнутых символикой исторических событий жизнь Луизы стала неотъемлемым и систематически поддерживаемым мифом кайзеровской Германии. В общественном сознании прослеживалась чёткая связь так называемой жертвенной смерти Луизы с победой над Наполеоном и образованием Германской империи.
После провозглашения сына Луизы Вильгельма императором получил распространение образ Луизы-матери. Свой вклад в почитание Луизы внесли художники Карл Рихтер и Карл Штеффек, скульпторы Эрдман Энке и Эмиль Хундризер. Особый резонанс вызвала статуя «Королева Луиза с принцем Вильгельмом», первоначально созданная в 1897 году Фрицем Шапером как стукко для уличного оформления в размере больше натуральной величины, а затем перенесённая в мрамор по приказу Вильгельма II. Статуя изображает Луизу величественно спускающейся по лестнице, держа будущего императора на руках как богоматерь младенца Иисуса. С этой «прусской мадонны» были выполнены многочисленные уменьшенные копии из слоновой кости, гипса и мрамора, но оригинал не сохранился.
Книжный рынок был переполнен тривиальной литературой о Луизе, предназначавшейся преимущественно для девушек, зачастую снабжённой приторными иллюстрациями. Насчитывалось 391 произведение с таким, например, типичным названием «Королева Луиза. Жизнеописание. Немецкой молодёжи посвящается». Это произведение писательницы Марии фон Фельзенекк заканчивалось словами: «Да, ангелом кротости и мягкости, красоты и величия была она увековечена […] и пока немцы будут говорить о добродетелях немецких правителей, имя королевы Луизы будет сиять светлым, возвышенным величием». Большим успехом пользовался изданный в 1896 году крупноформатный художественный альбом более высокого качества «Королева Луиза. 50 рисунков для стар и млад» художников-баталистов Карла Рёхлинга и Рихарда Кнётеля.

Иллюстрации из альбома «Королева Луиза. 50 рисунков для стар и млад»
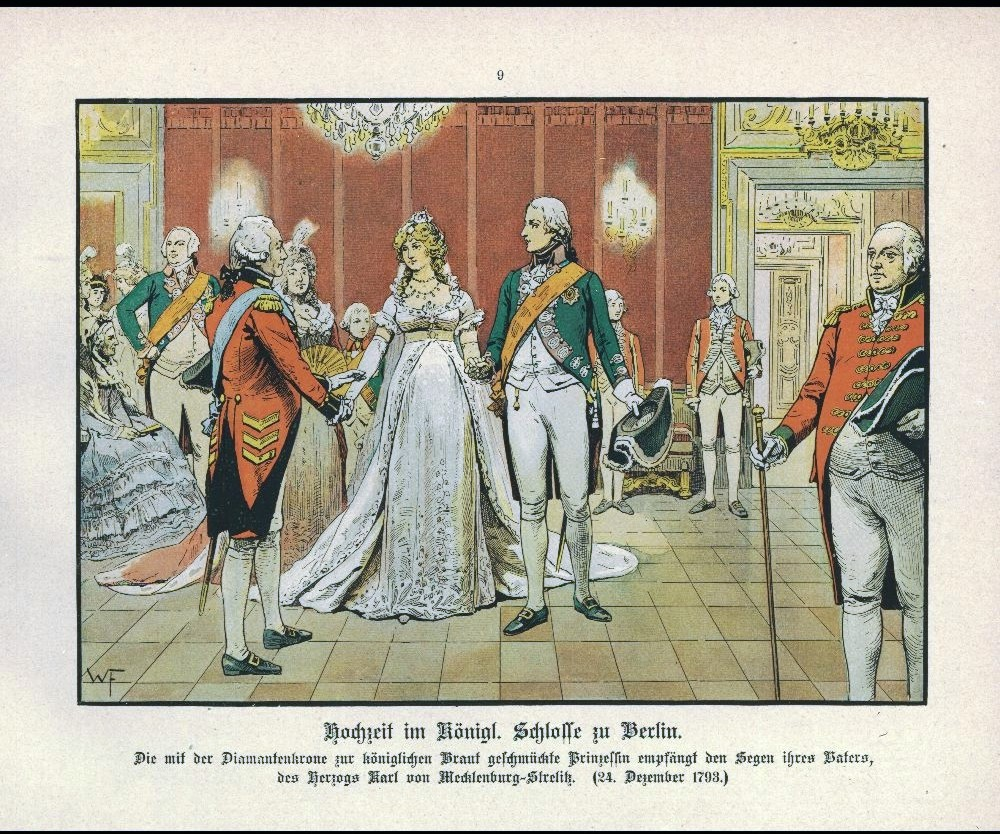
Свадьба. 1793.
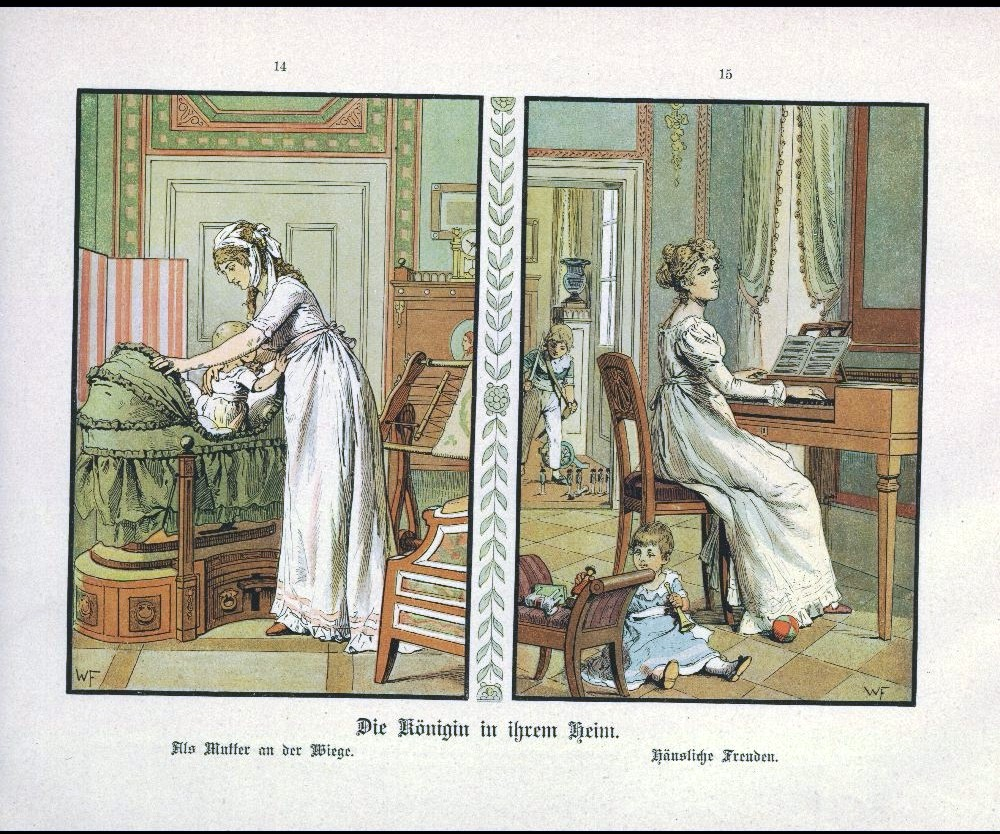
Луиза в домашнем окружении. Ок. 1800
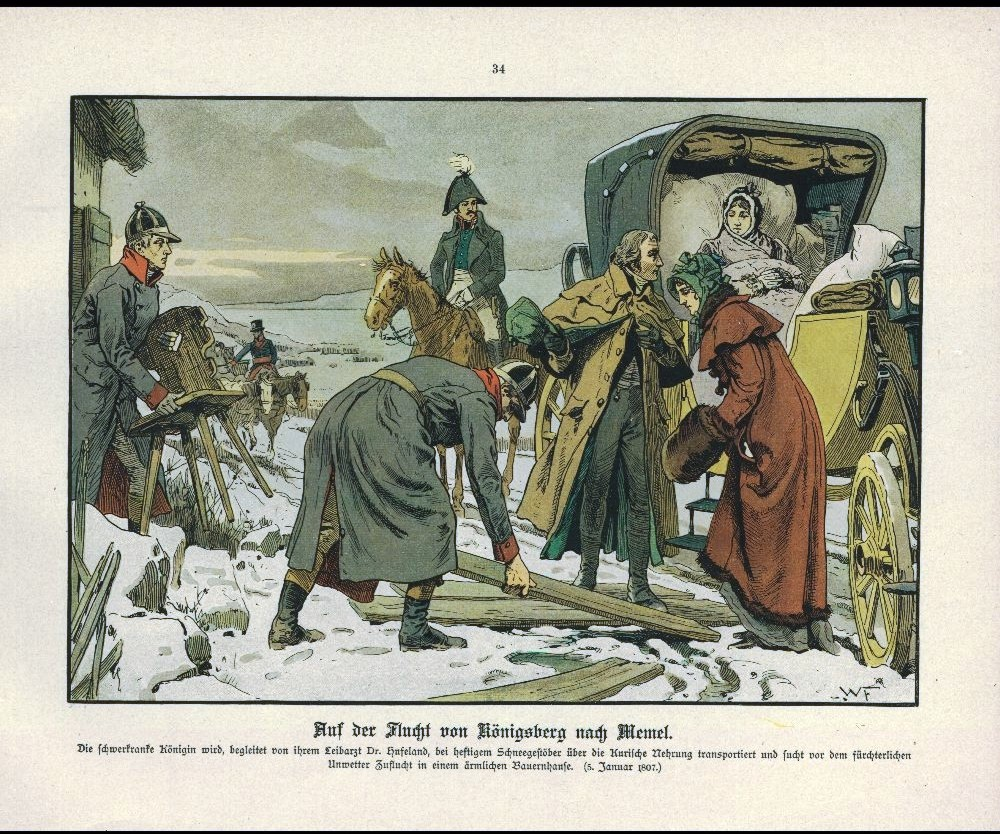
Бегство в Мемель. 1807.
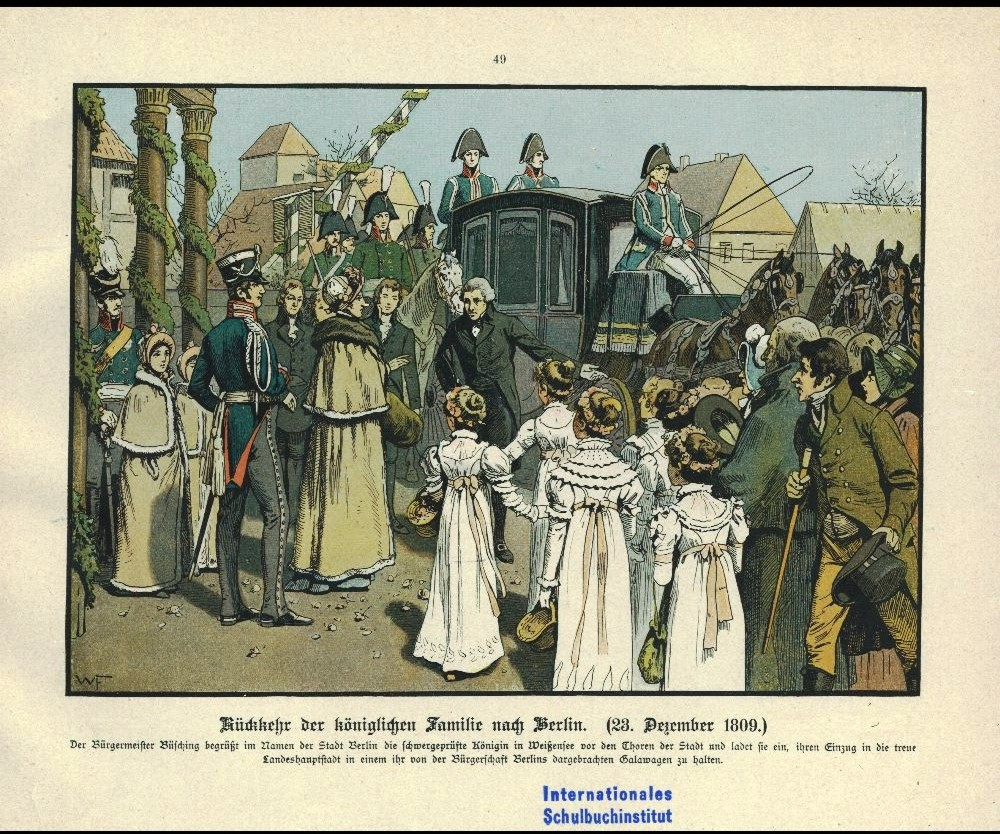
Возвращение в Берлин. 1809
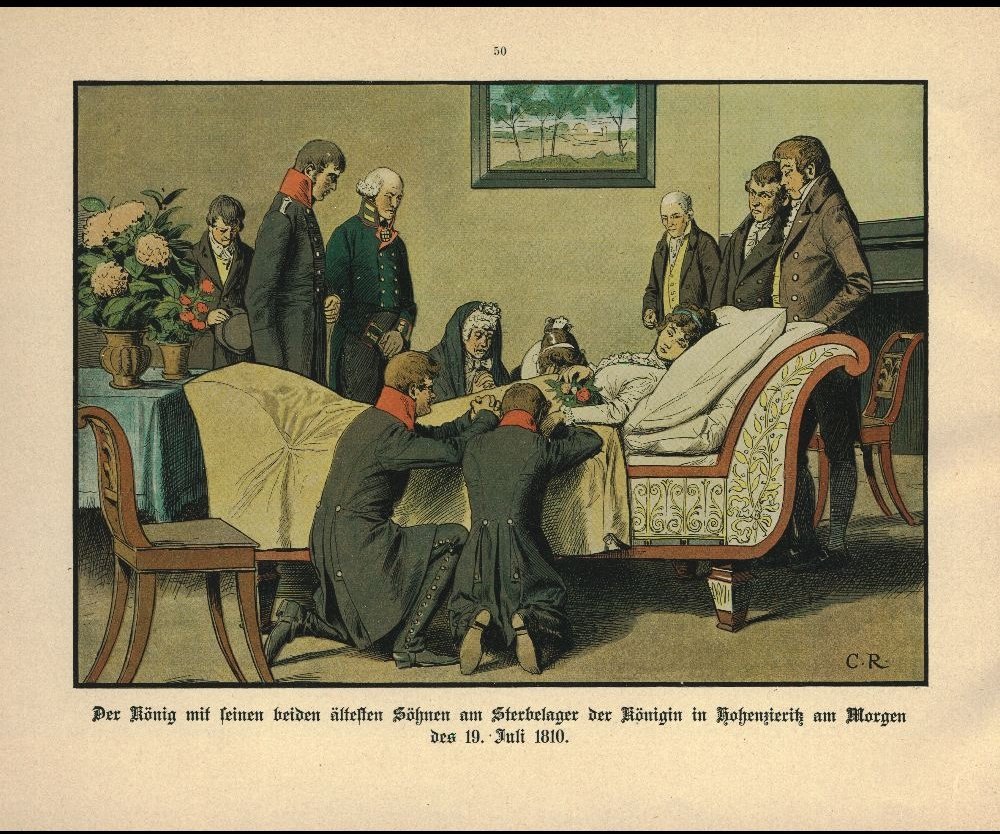
Королева Луиза на смертном одре. 1810. Художник К. Рёхлинг

Различные биографы и историки XIX века стремились подойти к освещению темы Луизы более дифференцированно, не подвергая серьёзным сомнениям миф, поддерживавшийся государством ввиду своей ценности для народного образования. Писатель Фридрих Вильгельм Адами написал биографию, основывавшуюся на записях Каролины фон Берг, которая была впервые издана в 1851 году и пережила 18 изданий. Автор не позволял усомниться в своём почтении к королеве Луизе, но дистанцировался от некой легендарности и украшательства. В 1876 году историк Генрих фон Трейчке выступил с часто цитировавшейся официальной торжественной речью по случаю 100-летнего юбилея Луизы. Во вступлении он выразил свои некоторые предубеждения в отношении того, что он обозначил как «народные предания», и заявил, что наука должна не следовать идеалу, а скорее демонстрировать пределы даже самых благородных людей. Но в дальнейшем он практически не отходил от традиций распространённых биографий, используя такие обороты, как «изнуряющая боль за судьбу страны, убивавшая её нежное тело» и как особое достоинство подчёркивал женскую пассивность королевы: «… Но ни единым шагом она не перешла те рамки, которые перед её полом ставят древние германские обычаи. О делах так мало можно сказать, и это проба её женского величия».
В целом преображённый образ Луизы был лишён каких-либо признаков её непосредственного участия в политической деятельности, хотя существуют многочисленные свидетельства того, что Луиза поддерживала планы прусских реформаторов. В частности, она решительно заступалась за Гарденберга, пыталась мотивировать склонного к сомнениям короля принять важные решения, например, объявить войну Наполеону. Фридрих Вильгельм III в своих воспоминаниях по этому поводу писал так: «Многие люди заблуждались, считая, что моя жена имела определённое влияние на деятельность правительства …», — хотя фактически же это было неправдой. Глубинная связь Луизы с тяжёлой судьбой народа всегда подчёркивалась одновременно с «женской» пассивностью её участия. «Она рано осознала границы, поставленные перед её полом природой и человеческими законами». Её влияние, как считалось, заключалось в первую очередь в том, что она создавала для короля счастливое семейное окружение.
Соответствующим образом женщинам предназначалось всё то, чем занимались разнообразные учреждения, связанные с именем Луизы. Орденом Луизы награждались женщины, дававшие «мужам в наших храбрых войсках … с тщательной заботливостью утешение и облегчение». Наряду с многочисленными школами для девочек имя Луизы носил фонд, с 1807 года опекавший «опустившихся и покинутых мальчиков», а также институт, готовивший немецких воспитательниц, которыми предполагалось заменить французских гувернанток в благородных семействах. В объявлении сбора средств на этот институт в отношении Луизы особенно подчёркивалось: «Её домовитость, её верная любовь к своему супругу и детям, её понимание всего, что хорошо, благородно и велико».

### Веймарская республика

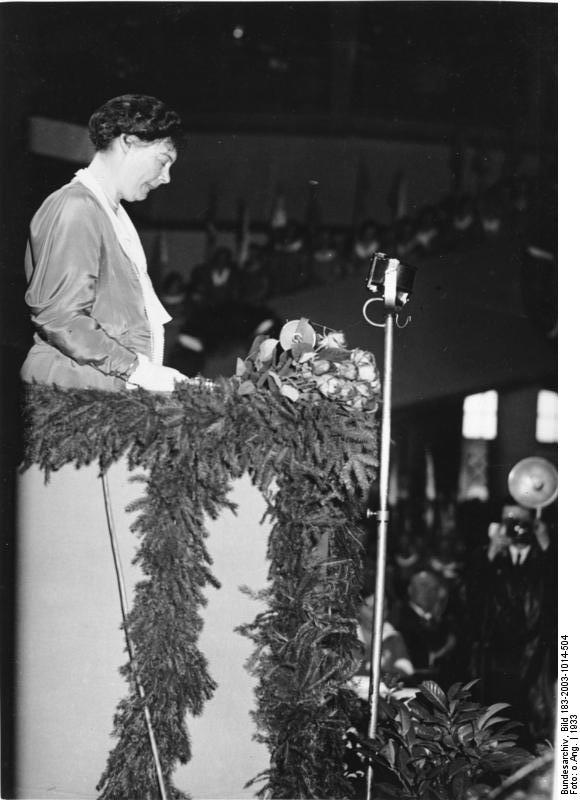
Кронпринцесса Цецилия Мекленбург-Шверинская, патронесса Союза королевы Луизы выступает на чествовании королевы Луизы в Берлинском дворце спорта. 1933

В ограниченном объёме Луиза оставалась идеальным образом и в Веймарской республике, хотя её почитание более не поддерживалось на государственном уровне. Её стойкость в трудные времена переносилась на полную тягот ситуацию после поражения Германии в Первой мировой войне. Она воспринималась символом в таких политических группировках, как Немецкая национальная народная партия (НННП) и Союз королевы Луизы. НННП представляла собой консервативную монархическую партию правого толка, которая в 1933 году вступила в единую партию Третьего рейха, НСДАП, в своей предвыборной борьбе использовала плакаты с изображением королевы Луизы. Женская монархическая организация Союз королевы Луизы существовала в 1923—1934 годах и по своим политическим взглядам была близка антидемократическому «Стальному шлему».

### Третий рейх
В 1933—1945 годах, при национал-социалистах, культ Луизы продолжал утрачивать своё значение. Национал-социалисты допускали единичные упоминания о Луизе, но не использовали в собственной пропаганде, даже в продвижении поддерживаемой государством многодетности. Передававшийся из поколения в поколение образ пассивно страдавшей женщины не вписывался в идеологическую концепцию пропагандировавшихся в то время мужской силы и твёрдости.

### Конец мифа
Почитание Луизы в традиционной его форме завершилось после Второй мировой войны. В 1947 году победившие союзники формально ликвидировали прусское государство, законными наследниками которого объявили себя национал-социалисты, тем самым связав свои преступления с названием этого государства. В обоих немецких государствах, возникших после войны, Пруссия стала символом милитаризма и верноподданнического менталитета. В ФРГ дифференцированный подход в оценке прусской истории начался лишь в конце 1970-х годов, ещё позже это произошло в ГДР, где с пережитками того времени обошлись ещё более сурово. Королева Луиза занимала центральное место в мифе, почти 150 лет в той или иной степени прямо направленном против «заклятого врага», Франции. Во второй половине XX века эта направленность потеряла смысл, как и воплощавший её женский идеал, соединявший в одном лице верную супругу, многодетную мать и стойкую страдалицу, служащую родине.

### Критические голоса
Более века образ Луизы в обществе сопровождали неограниченная похвала, почитание и почти обожествление. Тем не менее, отдалённым фоном всегда звучали иные голоса, высказывавшиеся как о личности королевы, так и о иногда чрезмерном её почитании. Критическое отношение к себе барона фон Штейна замечала сама Луиза. Другим критиком Луизы, лично знакомым с ней, был Фридрих Август Людвиг фон дер Марвиц. Генерал и ультраконсервативный политик, решительный противник реформ Штейна и Гарденберга, он бывал при прусском дворе вместе со своей супругой. Он видел в Луизе «триумф красоты и обаяния», хотя ей «никогда не доводилось совершить таких дел, которые бы обеспечили ей столь экзальтированную любовь и почитание», она также никогда не соприкасалась с народом, за исключением, «возможно, нескольких слов, которые можно было услышать от неё, — и они никак не были остроумными …» Кроме того, ему не нравилась «… её самовлюблённость. Она осознавала свою красоту […] и любила макияж больше, чем необходимо».
Писатель и дипломат Карл Август Фарнхаген фон Энзе писал, что массовое почитание Луизы вынудило Александра Гумбольдта отрицательно отзываться о характере Луизы. Теодор Фонтане давал высокую оценку «чистоте, блеску и безвинным страданиям» королевы, но решительно отвергал всё то, что очевидно не соответствовало исторической правде. В «Странствиях по марке Бранденбург» в 1862 году он писал: «От общих слов своих почитателей Луиза пострадала больше, чем от злословия врагов. Она умерла не от „несчастий своей родины“, которую она, разумеется, считала достаточно горькой. Преувеличения, призванные вызвать у людей эмоции, вызывают лишь протест». С более принципиальной критикой выступил историк-марксист и социал-демократ Франц Меринг. Он обратился к эпизоду, когда в 1808 году барон фон Штейн рекомендовал воздержаться от поездки в Санкт-Петербург, отмечая её высокие расходы в то время, когда население Восточной Пруссии бедствовало. Меринг видел в этом типичный пример социальной безответственности королевского дома. Почитание Луизы он называл «византийским надувательством».

## В настоящее время
Луиза перестала выступать мифически преображённой культовой фигурой. Тем не менее, она воспринимается как интересная, вызывающая эмоции личность в немецкой истории. Она занимает умы историков и литераторов и как человек, и как миф. Её имя носят учреждения, улицы и площади. Луиза изображена на одной из почтовых марок, выпущенных почтой ФРГ в серии «Женщины в немецкой истории» в 1989 году. Сувенирная торговля и туризм в Берлине часто обращаются к теме королевы Луизы. Маршрут королевы Луизы, организованный Управлением государственных дворцов и садов Мекленбурга — Передней Померании и Фондом прусских дворцов и садов Берлина — Бранденбурга, был подготовлен к 200-летней годовщине со дня смерти Луизы в 2010 году. На этом пути можно побывать на 10 остановках в жизни Луизы между Хоэнцирицем на севере и Парецем на юге. В 2010 году была также завершена реставрация мавзолея Луизы в саду дворца Шарлоттенбург и восстановление в историческом виде окружающего сада. В Хоэнцирице, где умерла Луиза и во дворце которого размещается её мемориал, и в Нойштрелице ежегодно проводятся мероприятия памяти королевы Луизы.
18 июня 2009 года в Магдебурге был восстановлен памятник Луизе, снесённый во времена ГДР. В памятном 2010 году в Берлине и Бранденбурге проходили разнообразные выставки, посвящённые королеве Луизе: в берлинском дворце Шарлоттенбург — «Луиза. Жизнь и миф королевы», на острове Пфауэнинзель — «Островная жизнь королевы», а во дворце Парец — «Платья королевы».
В Зеленоградске в Калининградской области (бывший Кранц) на променаде в 2006 году на деньги частного инвестора соорудили бювет с минеральной водой, названный в честь королевы Луизы.
В июне 2014 года в российском Советске (бывшем Тильзите) на прежнем месте установили восстановленный на средства Евросоюза мраморный памятник королеве Луизе, утраченный после Второй мировой войны.
До 1945 года действовала девичья гимназия Школа Королевы Луизы в городе Кёнигсберге, впоследствии школа № 41 Калининграда.

## Потомки

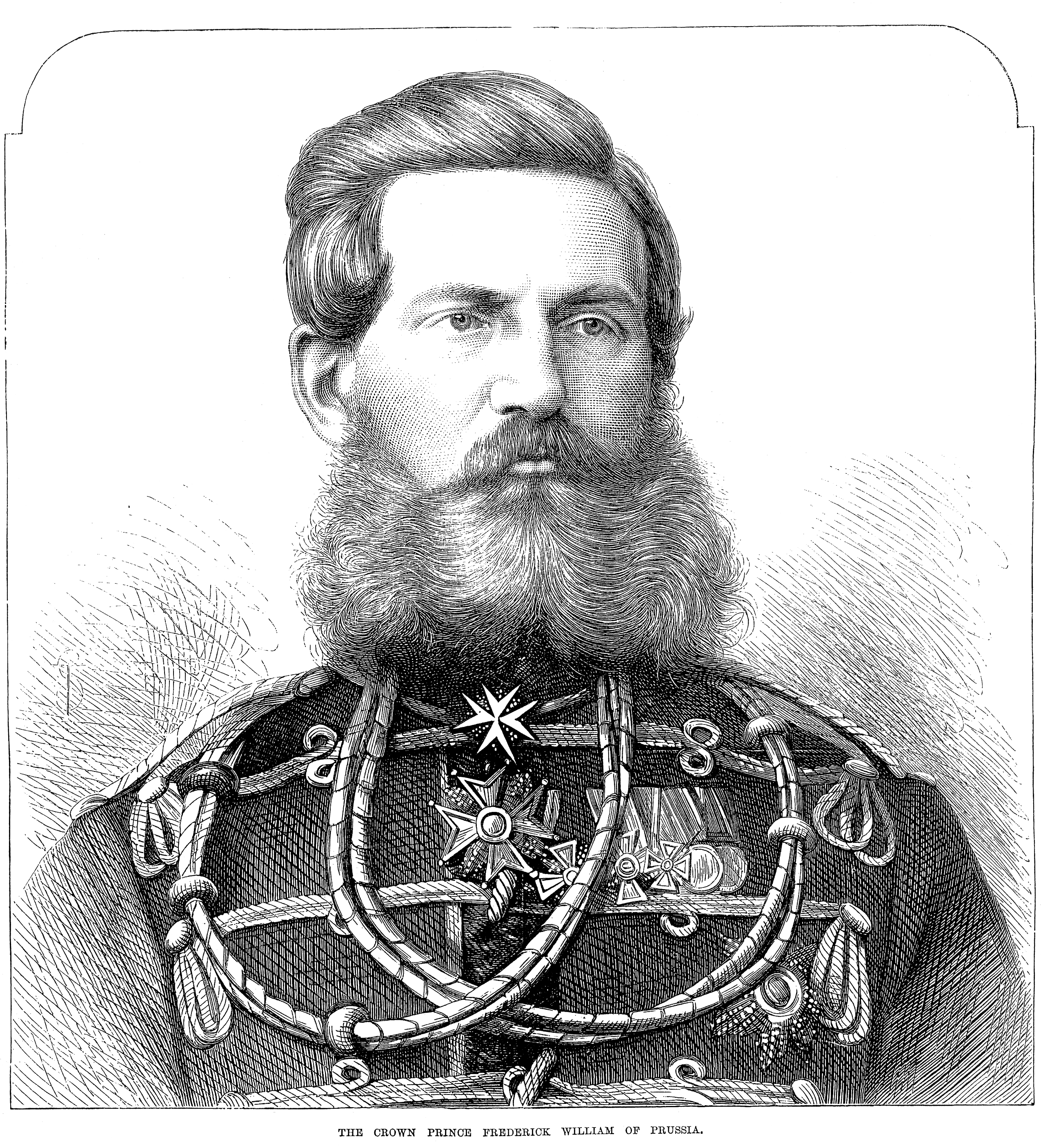
Фридрих Вильгельм

- мертворождённая дочь (ум. 7 октября 1794)
- кронпринц Фридрих Вильгельм (1795—1861), будущий король Пруссии Фридрих Вильгельм IV.
- принц Вильгельм (1797—1888), будущий король Пруссии и император Германской империи Вильгельм I.
- принцесса Шарлотта (1798—1860), будущая российская императрица Александра Фёдоровна
- принцесса Фридерика (1799—1800)
- принц Карл (1801—1883)
- принцесса Александрина (1803—1892), замужем за великим герцогом Мекленбурга Паулем Фридрихом
- принц Фердинанд (1804—1806)
- принцесса Луиза (1808—1870), замужем за принцем Виллемом Фредериком Нидерландским
- принц Альбрехт (1809—1872)

## Художественные образы Луизы
В кино
- «Кольберг», Германия, 1945. В роли Луизы — Ирена фон Мейендорф
- «Выдающиеся женщины мировой истории», 2013. В роли Луизы -Луизе Хейер